# Arco angular

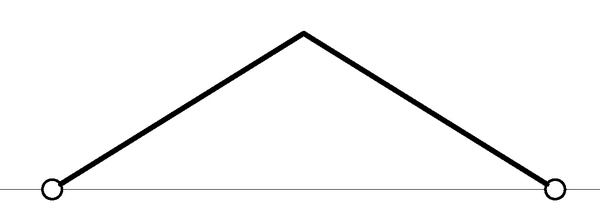
Esquema de arco angular.

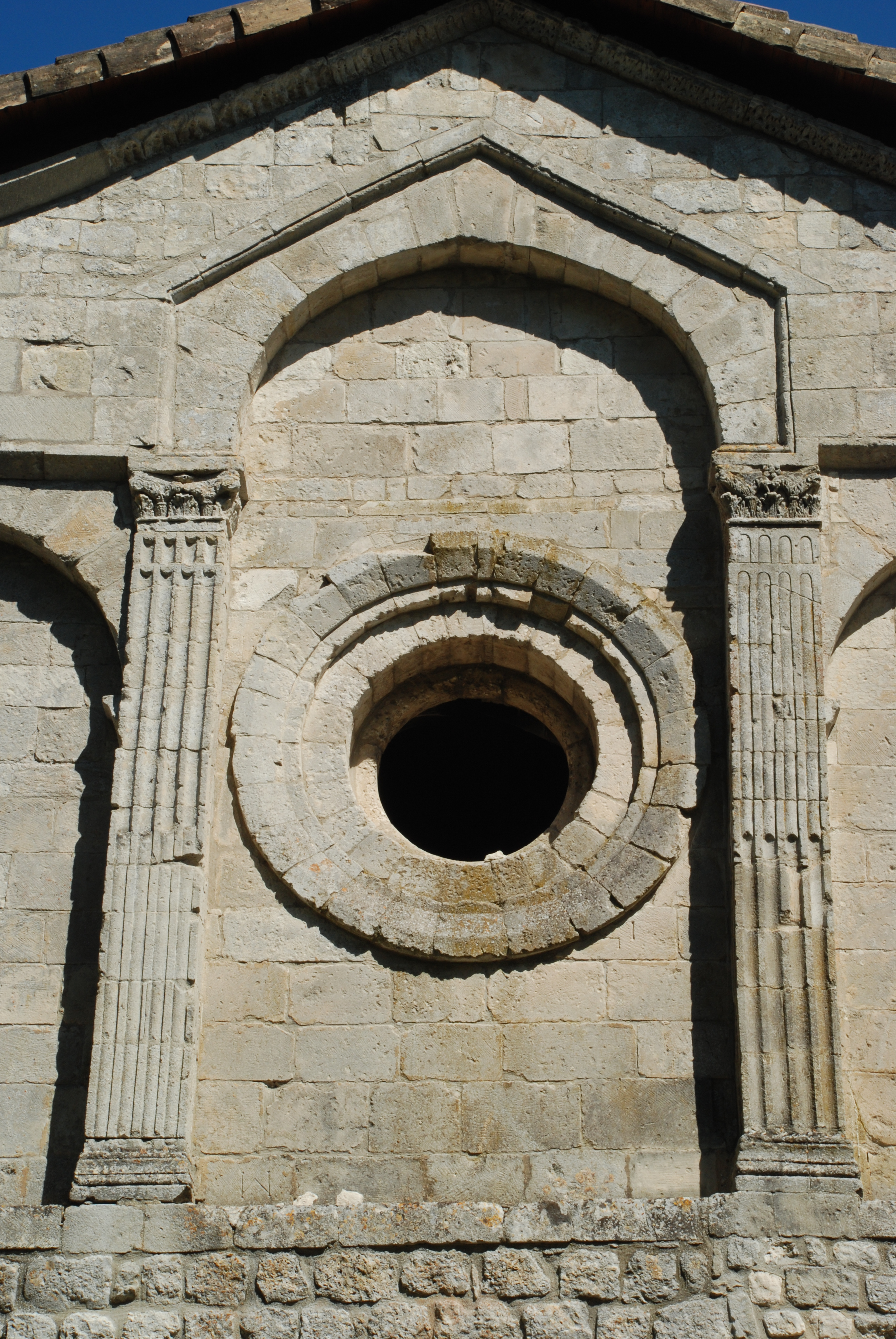
Priorato de Val des Nymphes, un arco mitrado ornamental formado por molduras rectas superpuesto a un arco tradicional, que es el que realiza el trabajo estructural.

Un arco angular o rectilíneo, arco en mitra o mitrado o arco de, o en, frontón, es un arco formado por dos segmentos rectos inclinados dispuestos en ángulo que salvan un vano.
El arco angular se ha utilizado desde la antigüedad. Se encuentran ejemplos en la arquitectura romana, en Constantinopla, Ancona... En la arquitectura cristiana, aparece en las arquitecturas visigoda, merovingia, carolingia, ottoniana, sajona, románica, gótica (donde disfrutó de una gran expansión con la arquitectura de ladrillo de la región de Toulouse), neo-románica, gótica y art déco.
Algunos arcos de descarga, destinados a repartir las cargas de las fábricas a cada lado de un hueco o vano, tienen la forma de un arco en mitra (dos piedras dispuestas en ángulo). Pese a ello, estructuralmente, el arco mitrado no es una buena solución —los dos tramos trabajan casi como tornapuntas y entregan las cargas en los apoyos con una importante componente horizontal— por lo que se ha usado solamente para salvar pequeños huecos o como elemento puramente ornamental.
El arco mitrado es uno de los componentes del triplete que es una arcada (ciega o no) constituida por un arco central mitrado enmarcado por dos arcos cimbrados, que simbolizan la Trinidad cristiana, un elemento que se encuentra en la arquitectura visigoda, merovingia y románica.

## Arcos mitrados en la arquitectura visigótica
El arco mitrado adorna los muros de la capilla de San Fructuoso de Montelius cerca de Braga en Portugal. Esta capilla visigoda tiene la misma planta de cruz que el Mausoleo de Gala Placidia en Rávena: 111  con la diferencia de que los muros exteriores de sus ábsides están decorados con tripletes constituidos en un arco mitrado enmarcado por dos arcos cimbrados.

Arcos mitrados visigóticos
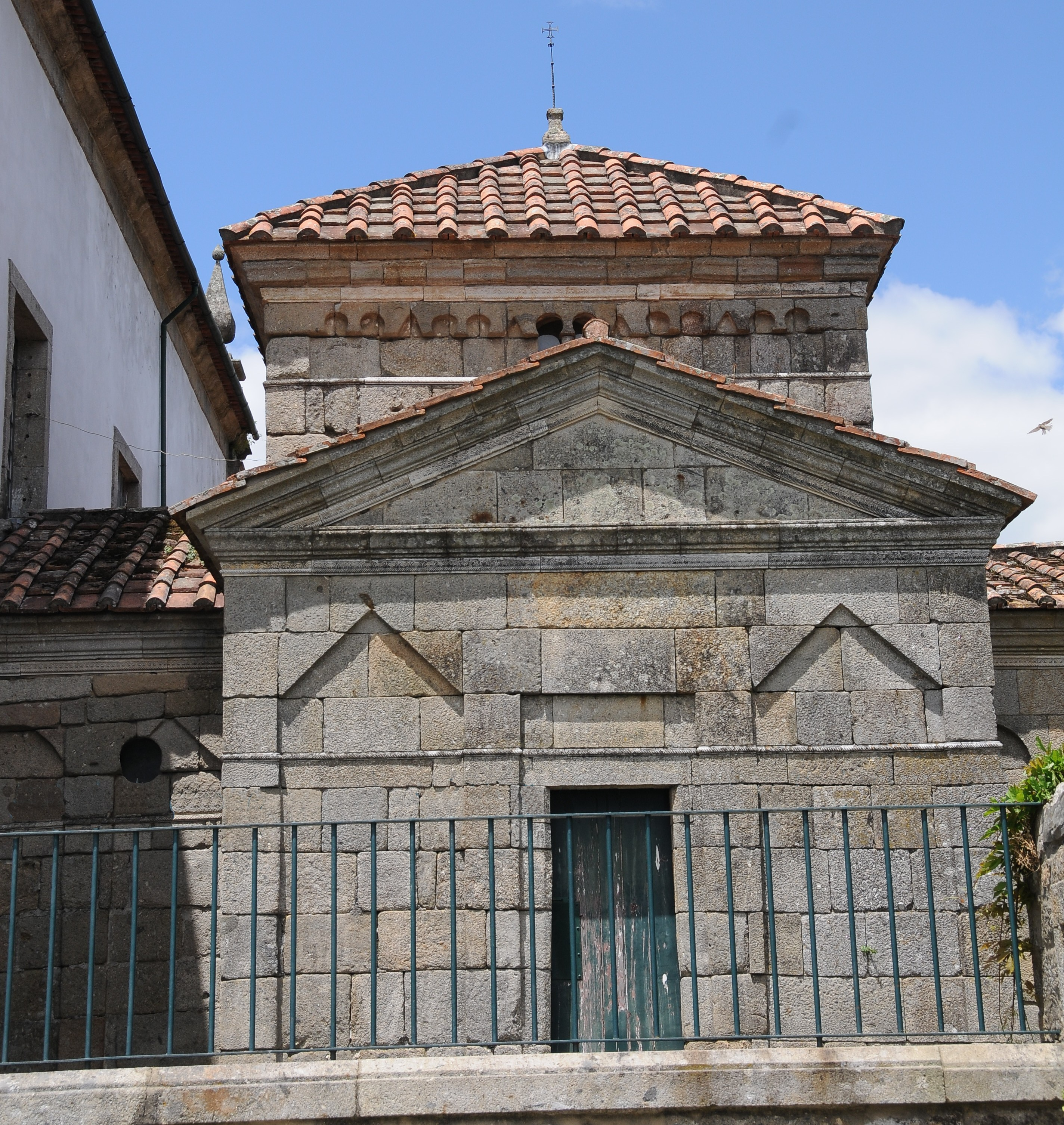
São Frutuoso de Montelios
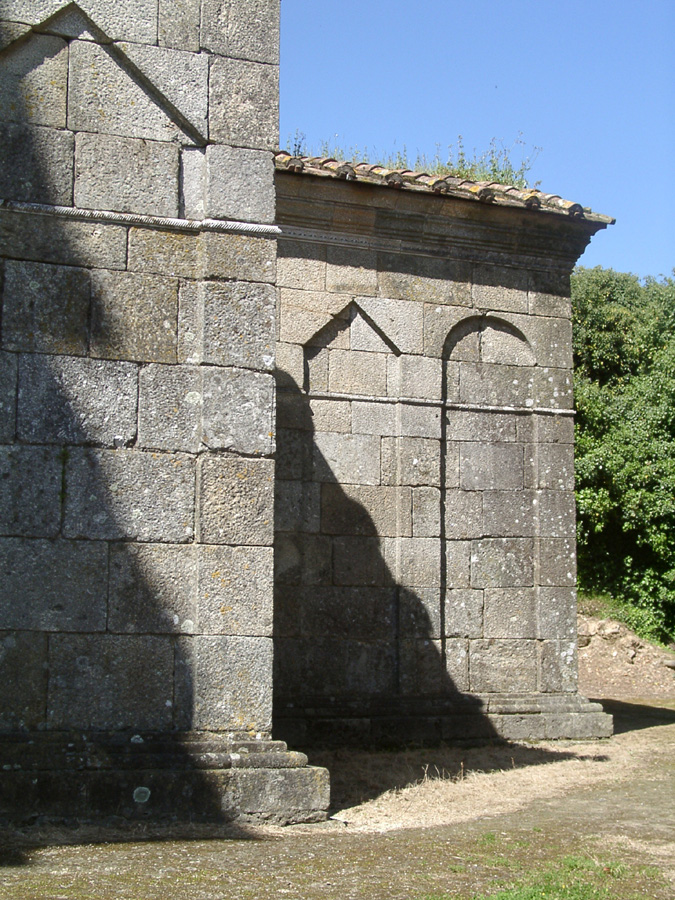
Montélios: a derecha, vista parcial de un triplete

## Arcos mitrados en las arquitecturas merovingia, carolingia y otoniana
El baptisterio merovingio de Saint-Jean de Poitiers está decorado, a nivel de la fachada suroeste del baptisterio, entre los oculi y el frontón, con un triplete formado por un arco de medio punto y dos arcos mitrados.: 89 
En Alemania, el arco mitrado figura en la abadía carolingia de Lorsch (siglo VIII), donde el Torhalle o puerta triunfal está decorado con una hilera de arcos mitrados soportados por pilastras estriadas con capiteles jónicos.: 151 
La iglesia de San Ciriaco de Gernrode, testimonio de la arquitectura otoniana construida entre 960 y 1000, en la Baja Sajonia, presenta arcos mitrados en una de las dos torres circulares que flanquean la fachada oeste, además de curiosos arcos mitrados por encima de los capiteles que coronan los pilares que separan la nave central de las laterales.

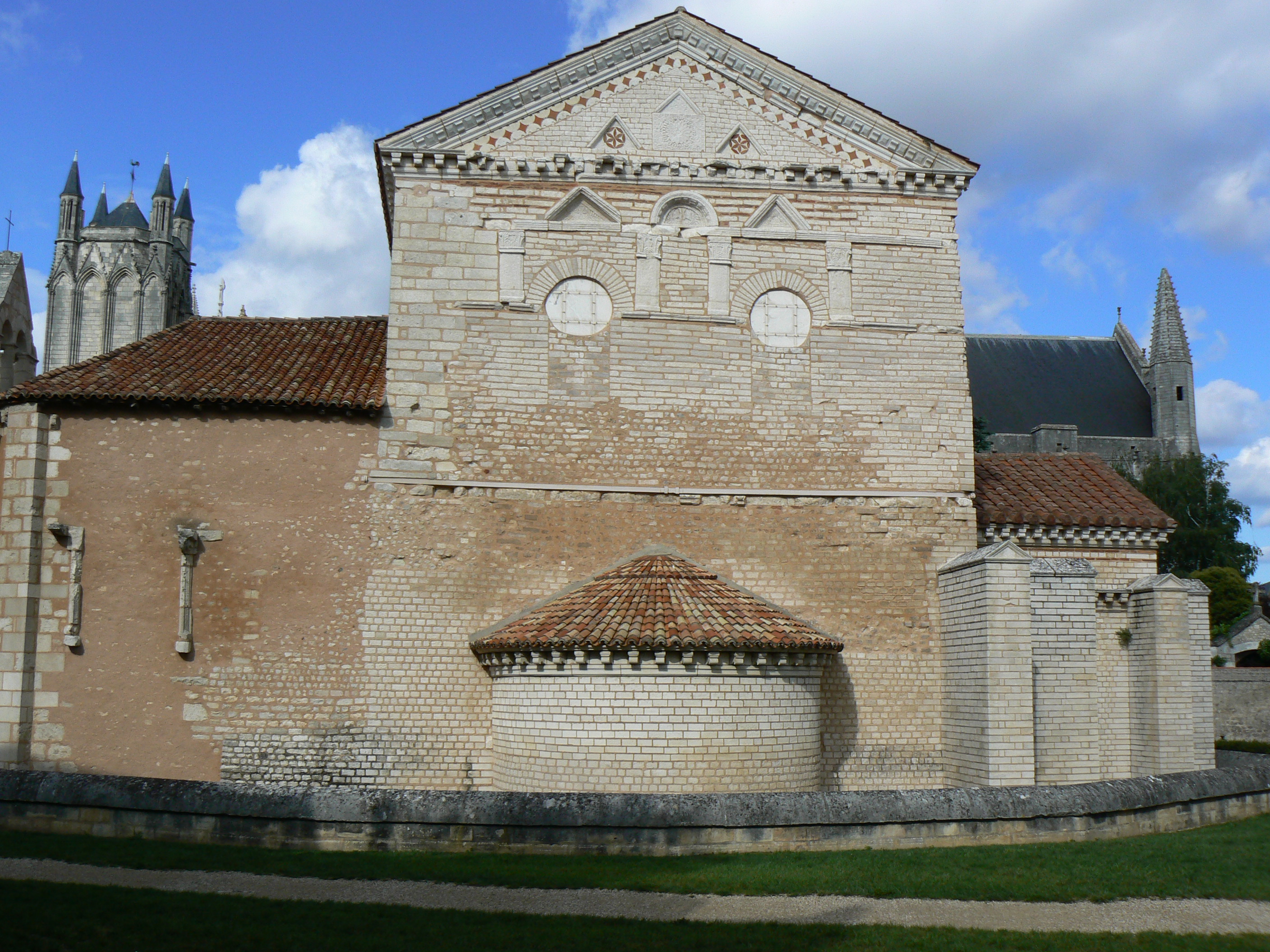
Baptisterio de Poitiers
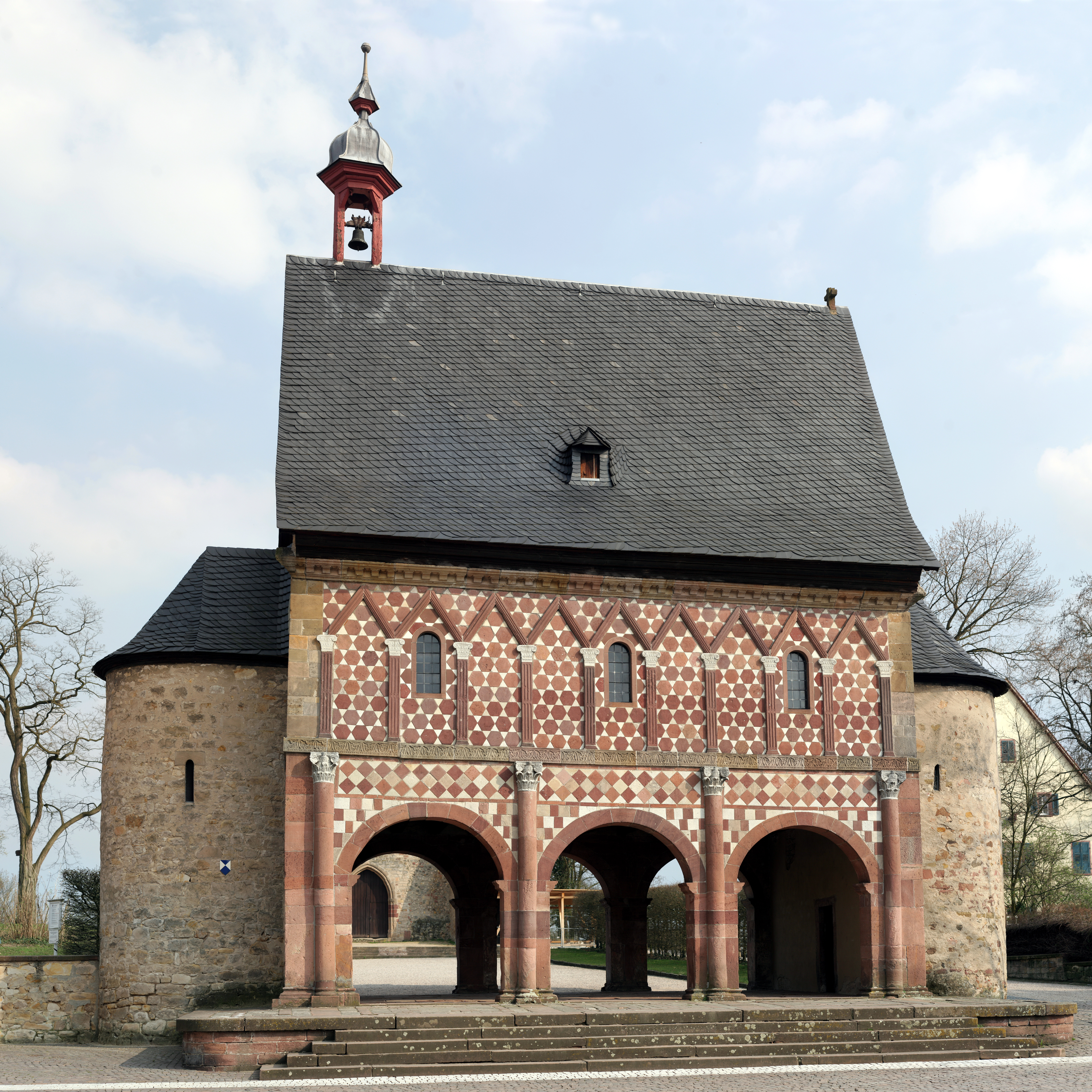
Abadía de Lorsch (siglo VIII)
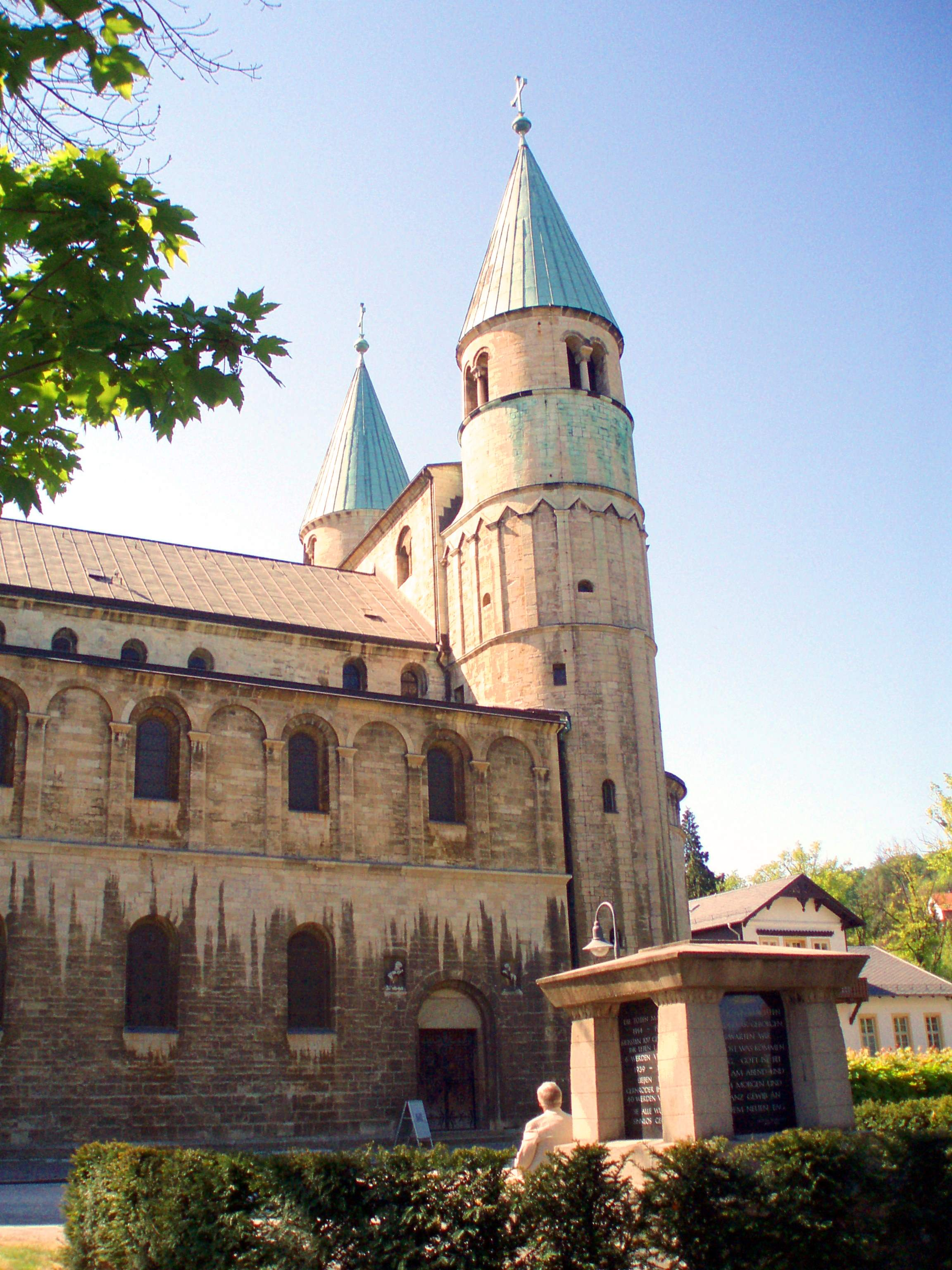
Gernrode: torre circular otoniana
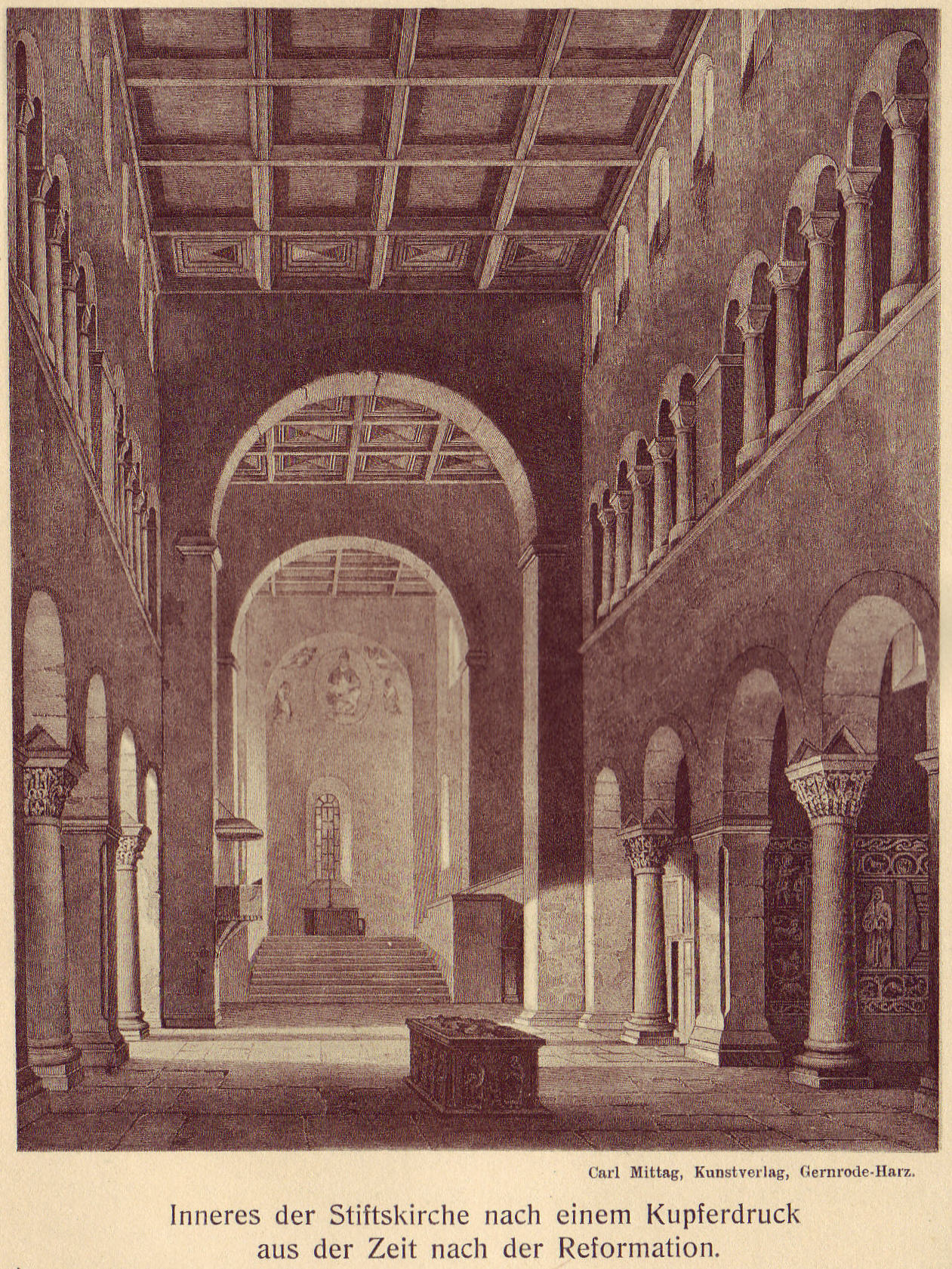
Gernrode: nave otoniana

## Arcos mitrados en la arquitectura sajona
En Gran Bretaña, los huecos y decoraciones en arco son característicos de las pequeñas iglesias sajonas (900-1050), los edificios más grandes se han reconstruido en la época normanda.

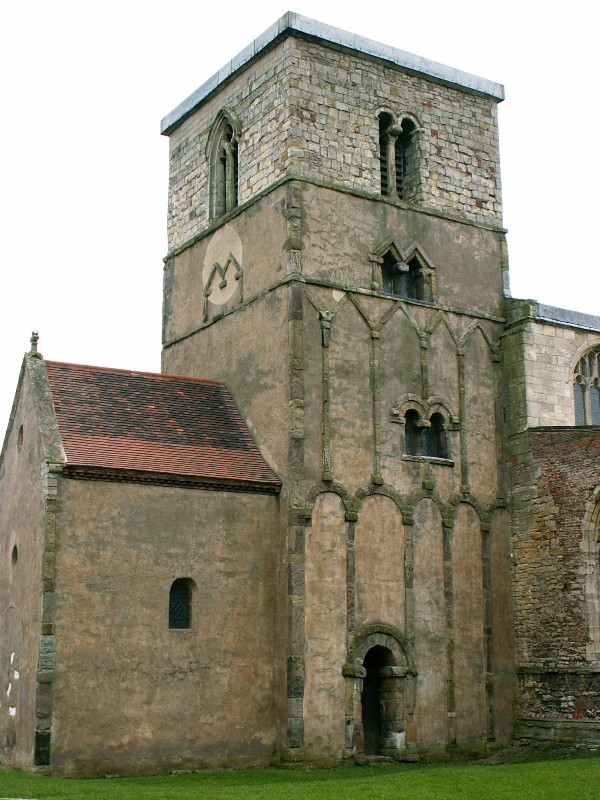
San Pedro, Barton-on-Humber
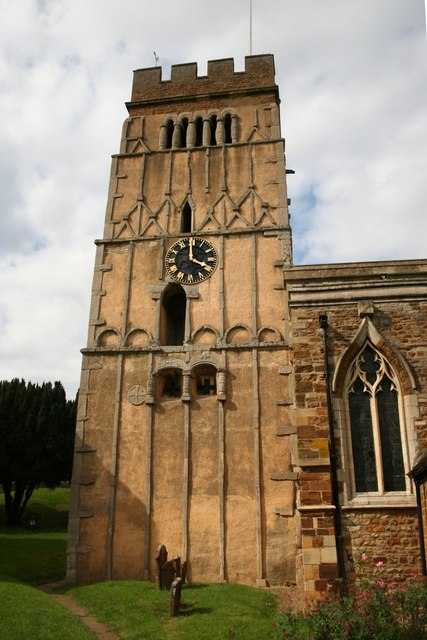
Toscos arcos mitrados en la torre de la iglesia de Earls Barton

## Arcos mitrados en la arquitectura románica
En la época románica, el arco mitrado aparece de nuevo como un elemento central del triplete. Se encuentra así en Drôme provenzal en la fachada del priorato de Val des Nymphes, cerca de La Garde-Adhémar, una capilla típica del arte románico provenzal inspirada en la antigüedad. El arco mitrado se apoya aquí en pilastras estriadas con capiteles decorados con hojas de acanto. El triplete, incluyendo el arco mitrado, adorna en la misma época el fondo del transepto de muchas iglesias románicas en Auvernia:
- las cinco  cinco principales iglesias románicas de Auvernia:

- basílica de Nuestra Señora del Puerto, en Clermont-Ferrand;
- la abacial de San Austremonio, en Issoire;
- basílica de Nuestra Señora, en Orcival;
- la iglesia de Saint-Nectaire, en Saint-Nectaire;
- la Iglesia de Notre-Dame de Saint-Saturnin, en Saint-Saturnin;

- iglesia de Saint-Géraud de la abadía de Aurillac;[3]
- iglesia de Saint-Léger de Ébreuil;
- colegiata Saint-Victor et Sainte-Couronne de Ennezat.

Arcos mitrados románicos
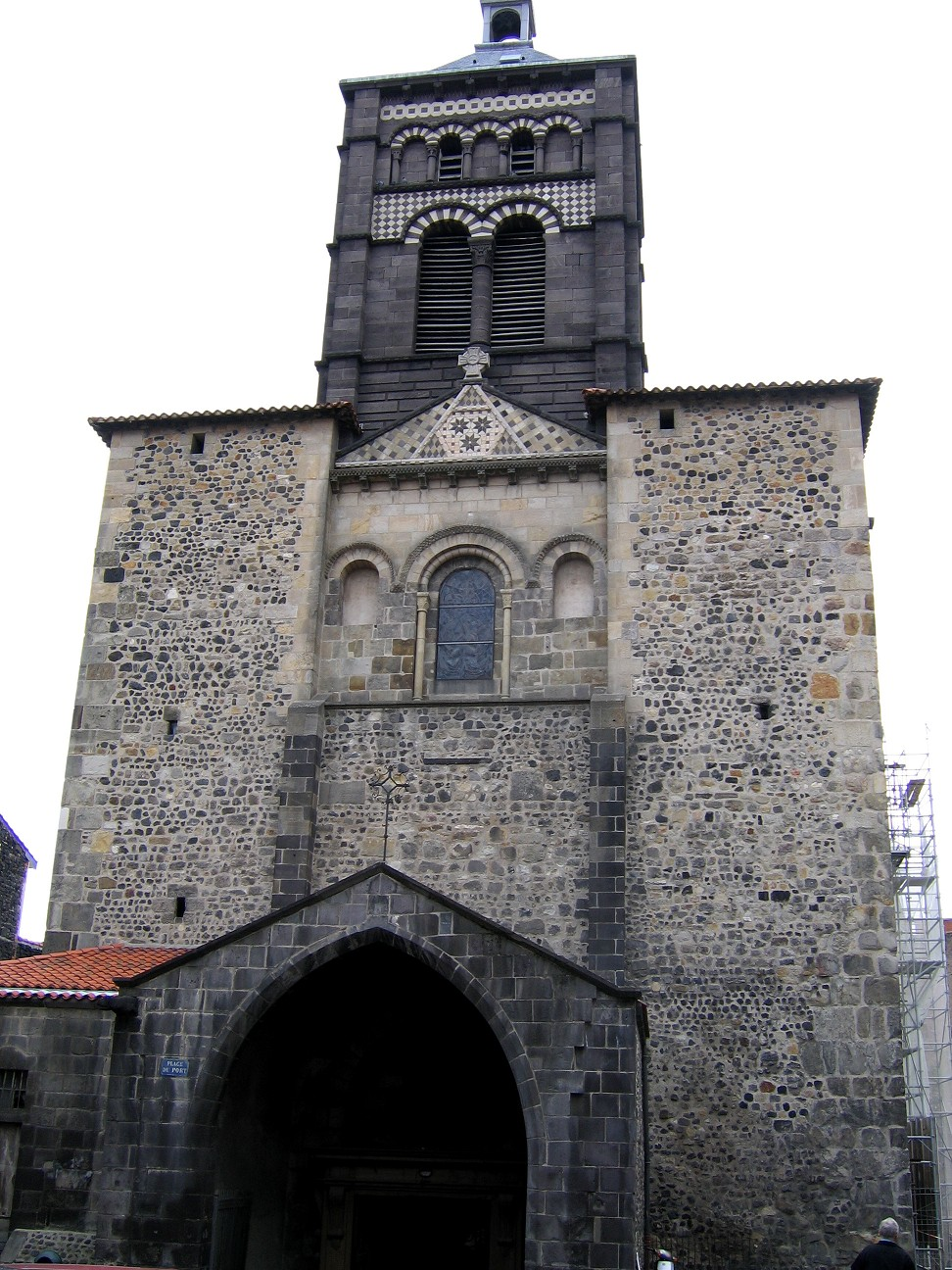
Arco mitrado, casi un gablete, en Notre-Dame du Port
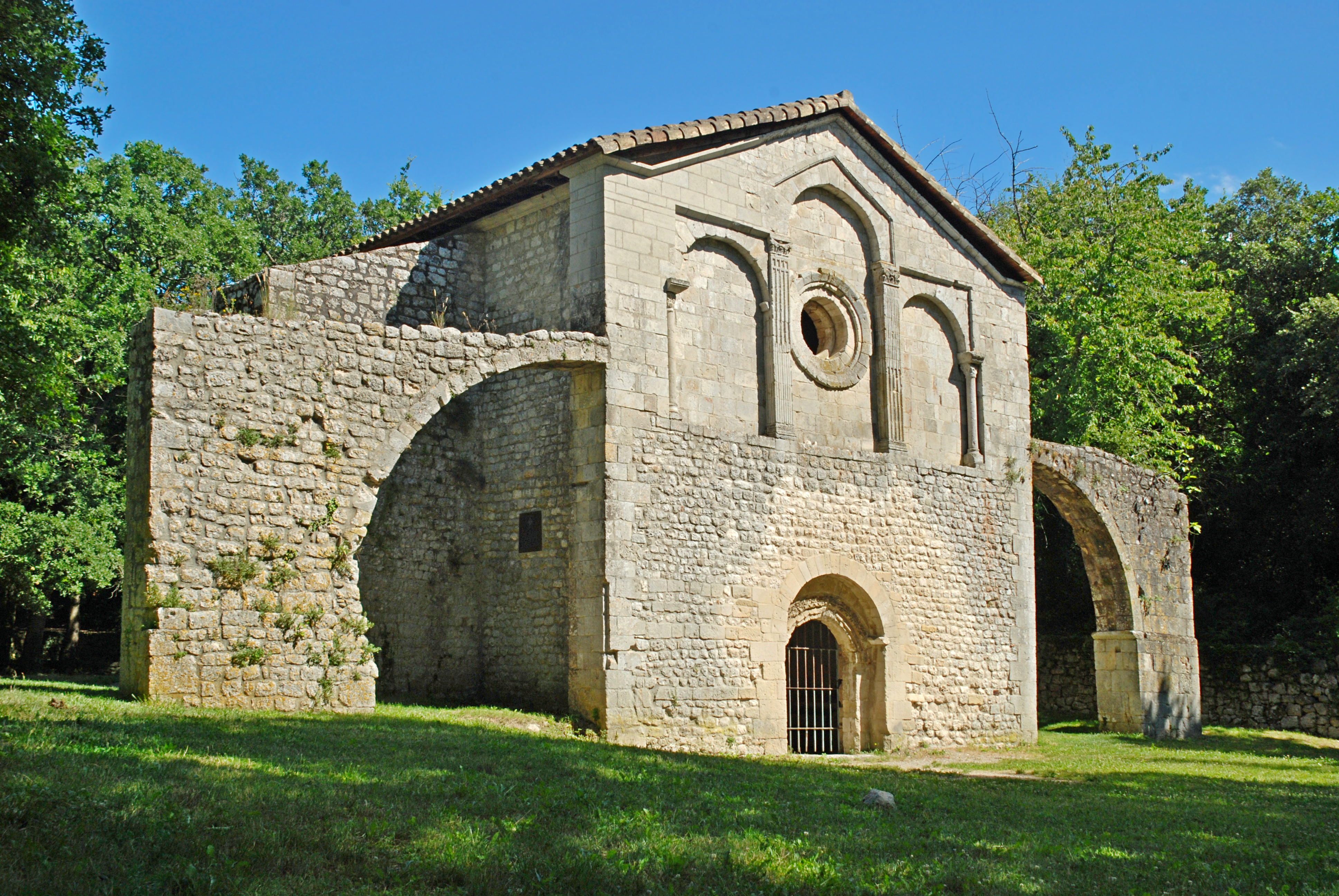
Priorato de Val des Nymphes
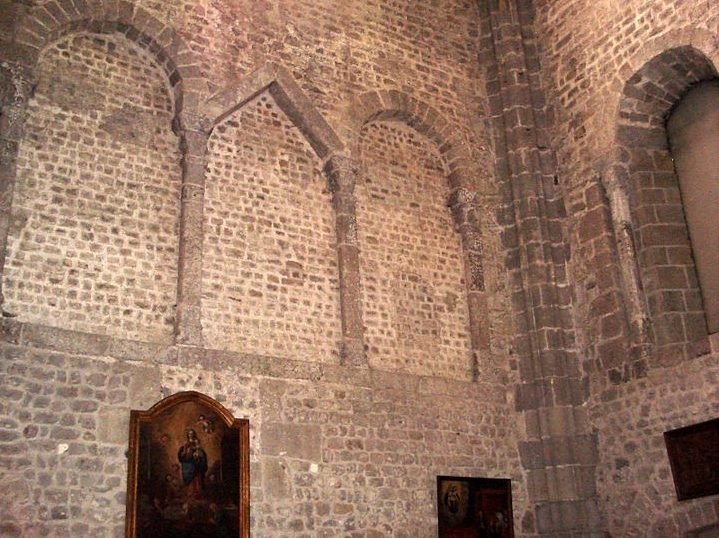
San Gerardo de Aurillac

## Arcos mitrados en la arquitectura gótica meridional

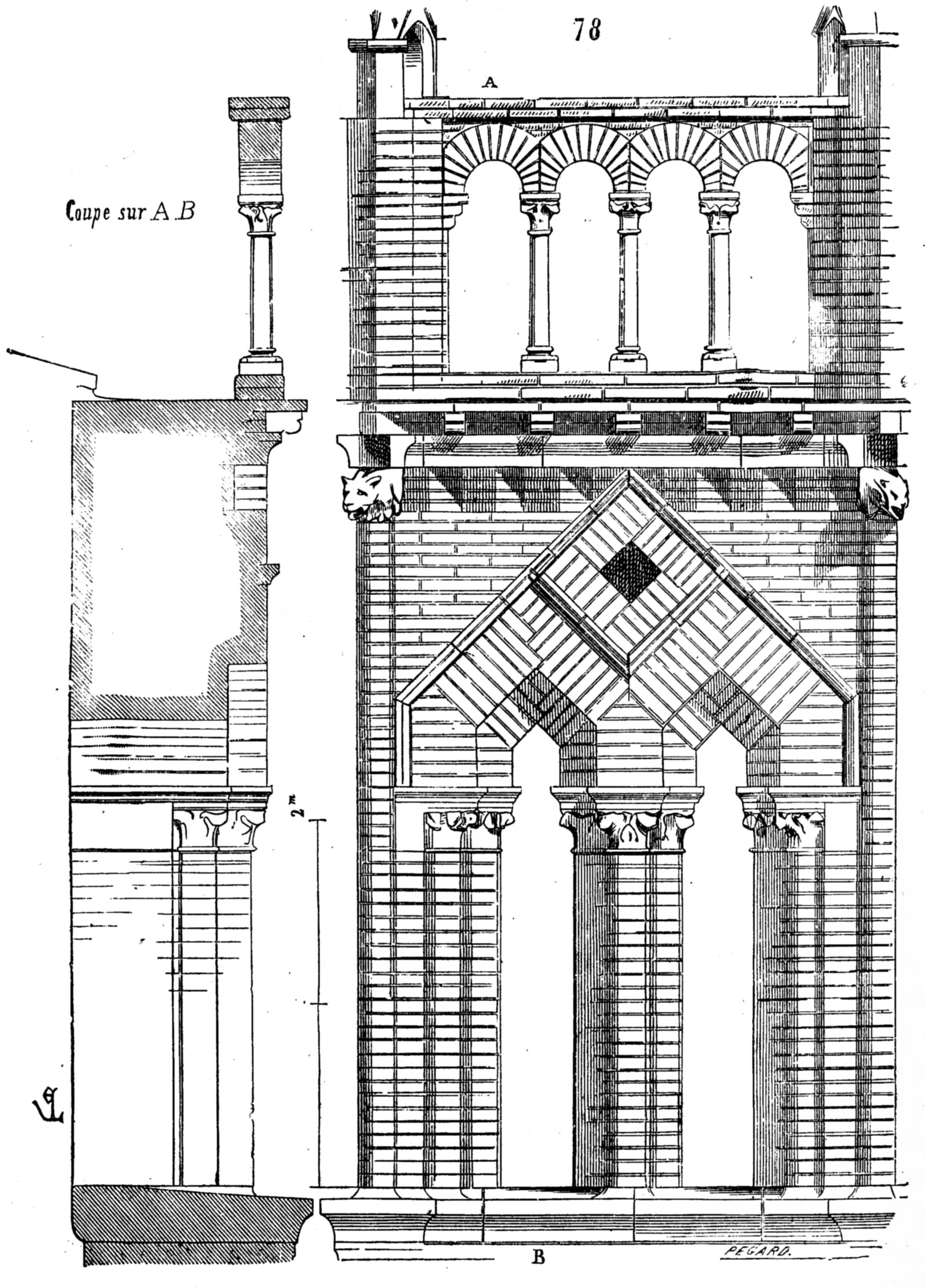
Campanario de los Jacobinos de Toulouse, ilustración del Dictionnaire de Viollet-le-Duc

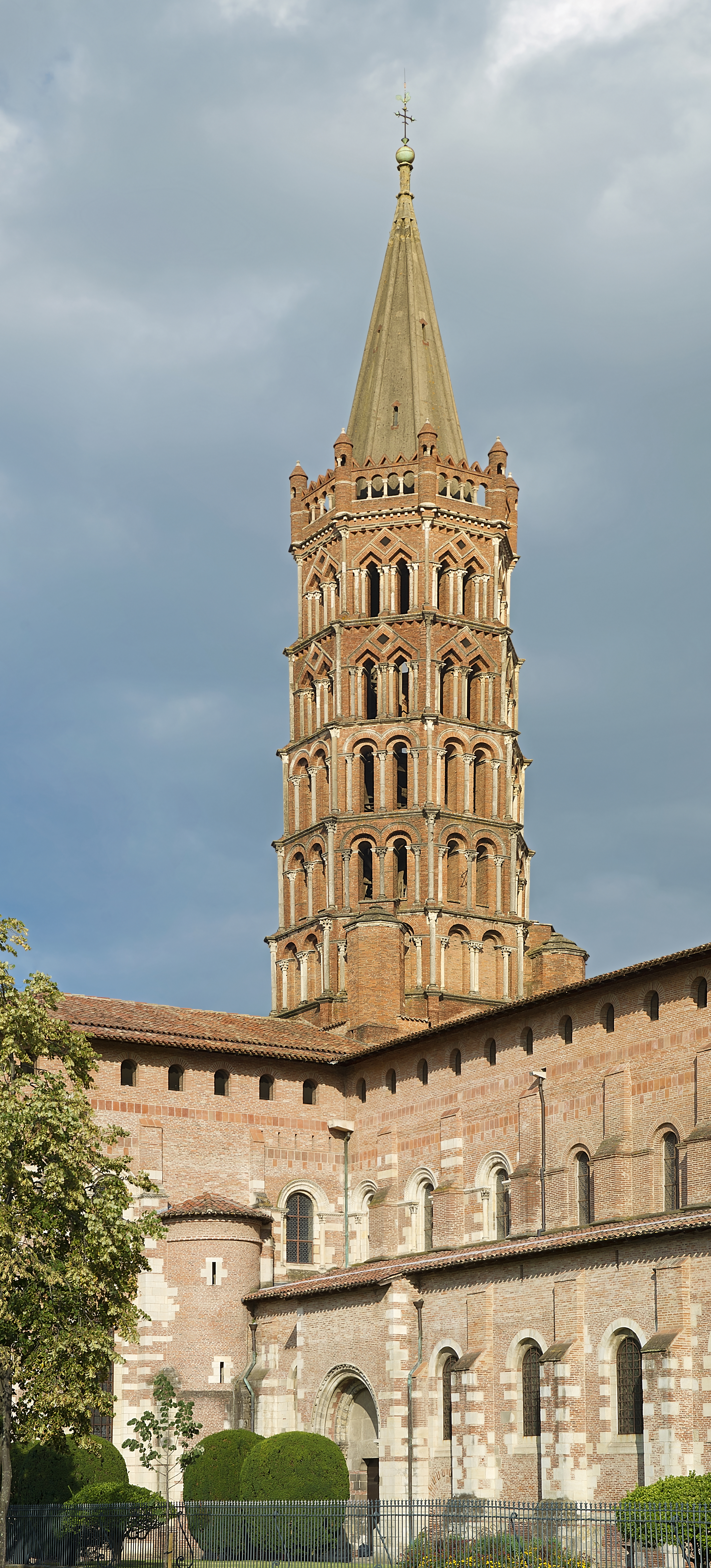
Basílica de San Sernin de Toulouse

En Toulouse y su región, donde falta piedra, la arquitectura románica y la arquitectura gótica utilizó de manera intensiva el ladrillo. El arco mitrado adquirió en este estilo «gótico del ladrillo» meridional una gran popularidad que Viollet-le-Duc explica debido a la mayor facilidad de puesta en obra: permite utilizar un módulo único de ladrillo y no es necesario moldear cuñas de como en las arcadas de medio punto (comparar los arcos en el piso superior de la torre de los Jacobinos y las arcadas de la balaustrada superior en la ilustración del Dictionnaire de Viollet-le-Duc).
Hay que notar que esta solución no fue adoptada en otros estilos en el marco del «gótico del ladrillo» como el de Flandes (Bruges, Poperinge, Rubrouck) o la arquitectura gótico-mudéjar de ladrillo en España.
El arco mitrado por excelencia es el del  «campanario tolosano», ya sea octogonal o campanario-muro. Este modelo de «campanario tolosano» también se estableció en las regiones vecinas, donde la construcción en piedra todavía era predominante: el Lauragais, el Ariège, el Couserans...
- Campanarios octogonales adornados con huecos geminados coronados por arcos mitrados:
  - Languedoc tolosano:
    - En Toulouse: Iglesia de los Jacobinos y basílica de Saint-Sernin (se añadieron los dos pisos superiores de la torre del campanario románica de San Sernin en Gótico meridional con el fin de que coincidiese en altura con la torre del campanario de la iglesia gótica de los Jacobinos), iglesia de los Agustinos, iglesia San Nicolás de Toulouse e iglesia de los Cordeliers.
    - Beaumont-de-Lomagne: iglesia de Nuestra Señora de la Asunción
    - Daux: iglesia de San Bartolomé
    - Grenade: iglesia de Nuestra Señora de la Asunción
    - Lombez: catedral de Santa María
    - Montricoux: iglesia de San Pedro
    - Muret: iglesia de  Saint-Jacques
    - Nègrepelisse: iglesia de Saint-Pierre-ès-Liens
    - Rieux-Volvestre: Catedral de la Natividad de María de Rieux

  - Lauragais, Saint-Félix-Lauragais
  - Ariège, Catedral Saint-Antonin, Pamiers y Tour des Cordeliers
  - Couserans, Catedral Saint-Lizier de Saint-Lizier

Arcos mitrados en campanarios octogonales
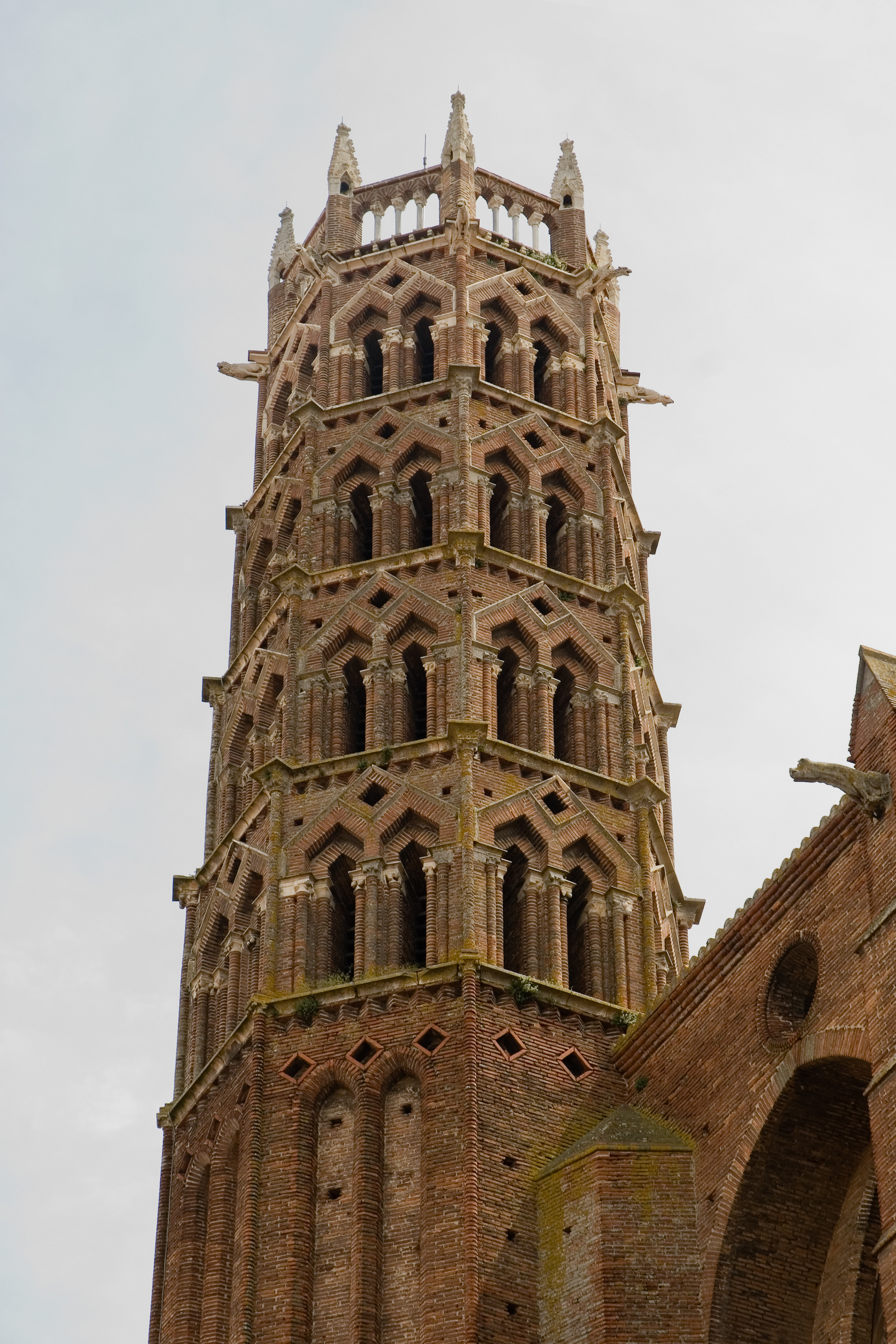
Toulouse, iglesia de los jacobinos
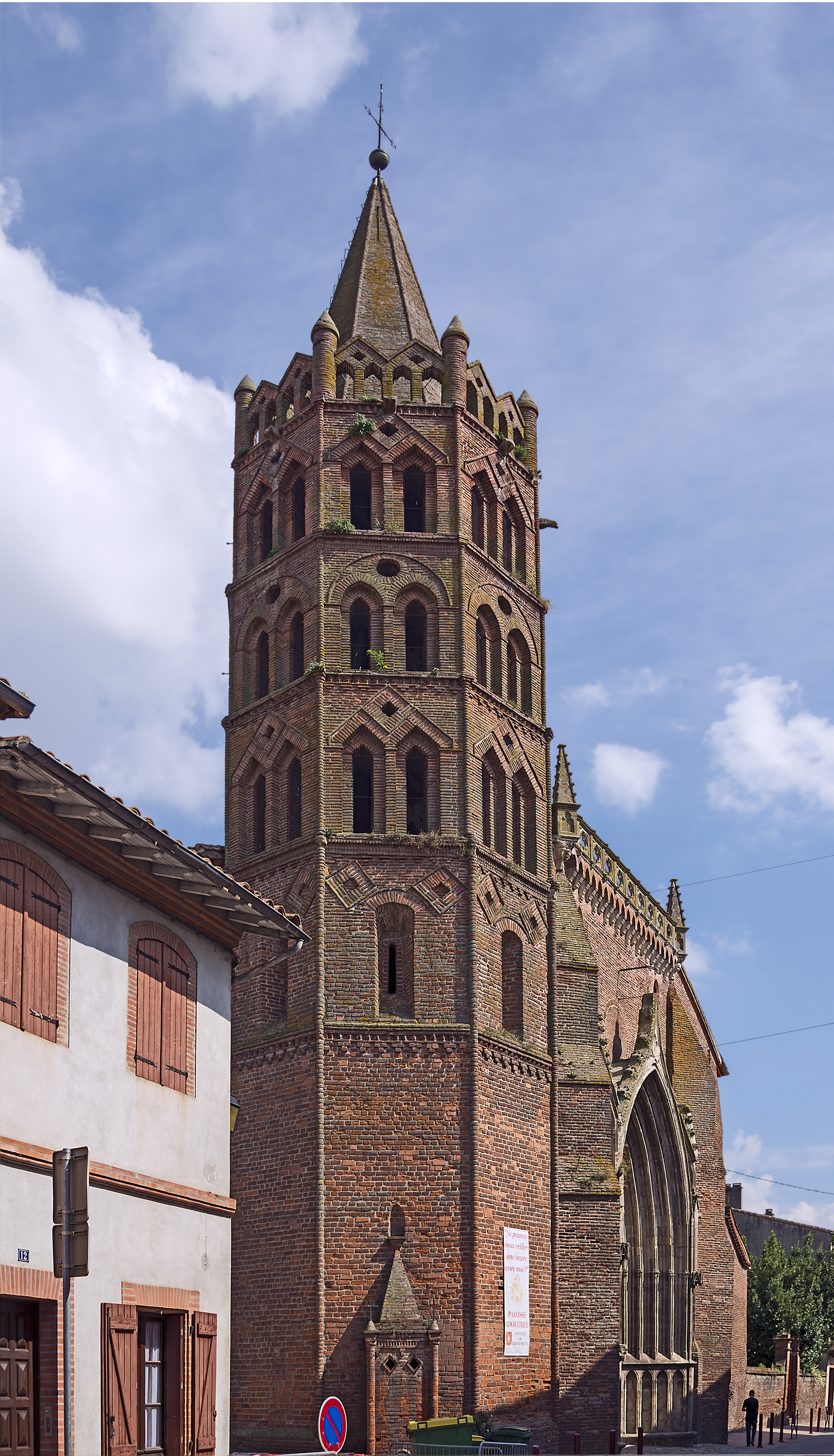
Grenade (Haute-Garonne)
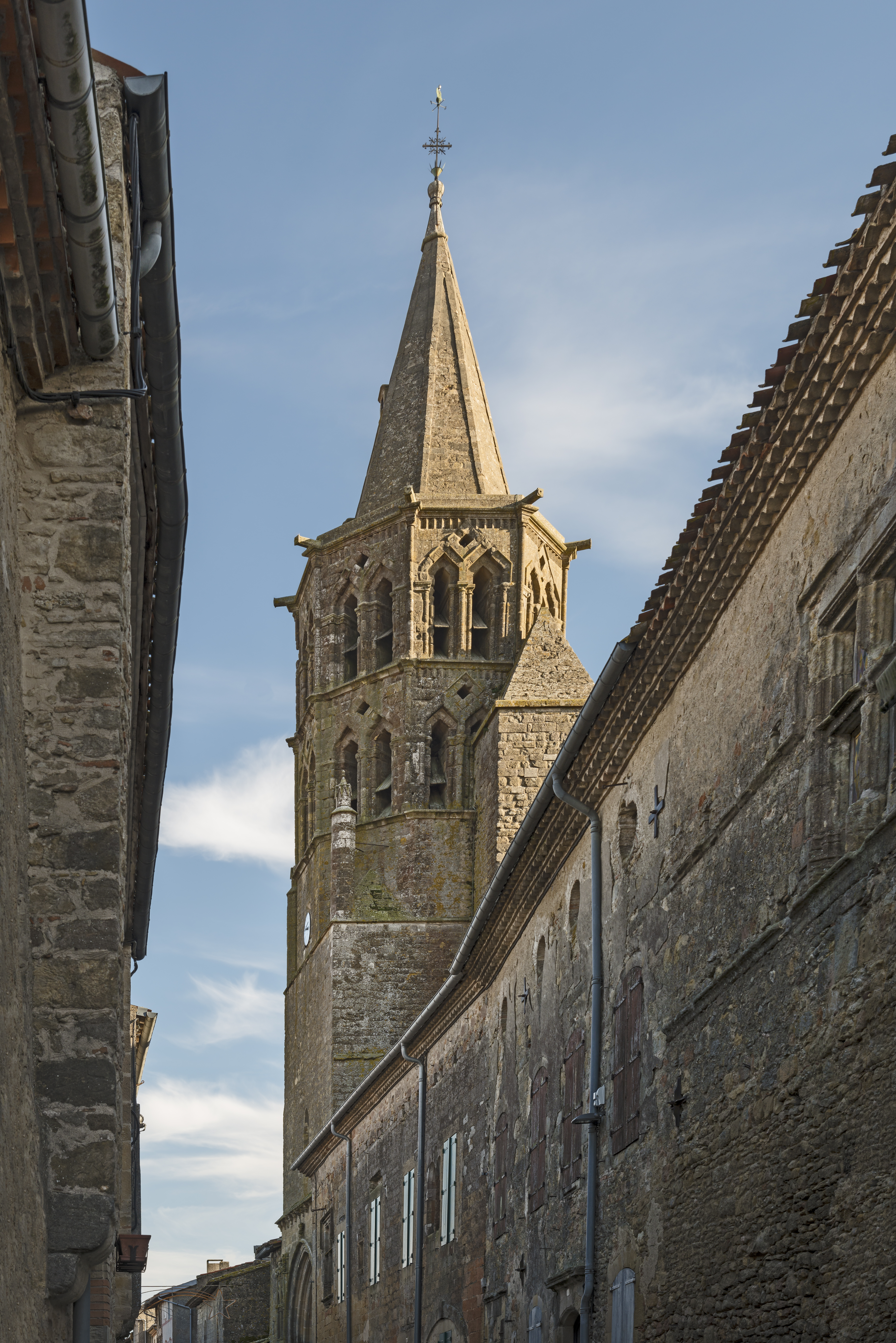
Saint-Félix-Lauragais
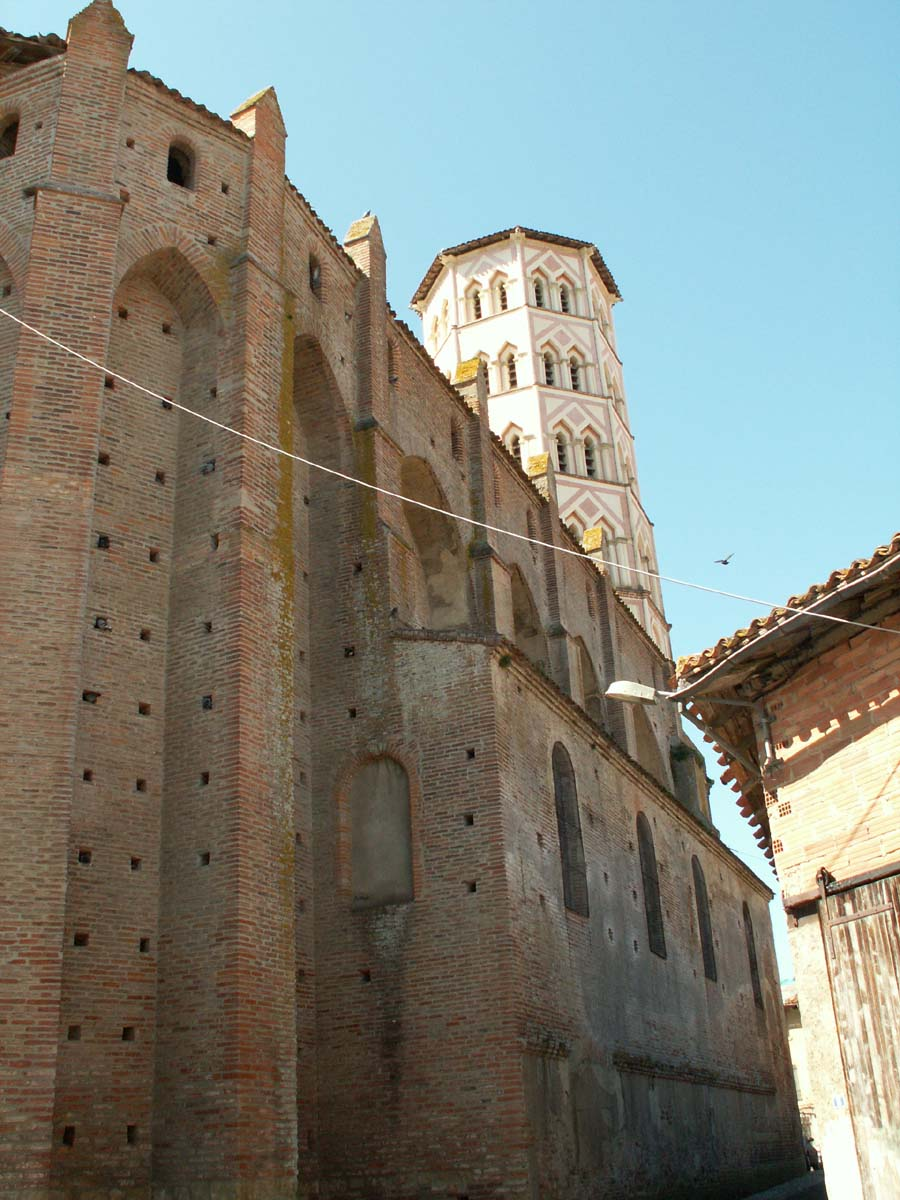
Lombez
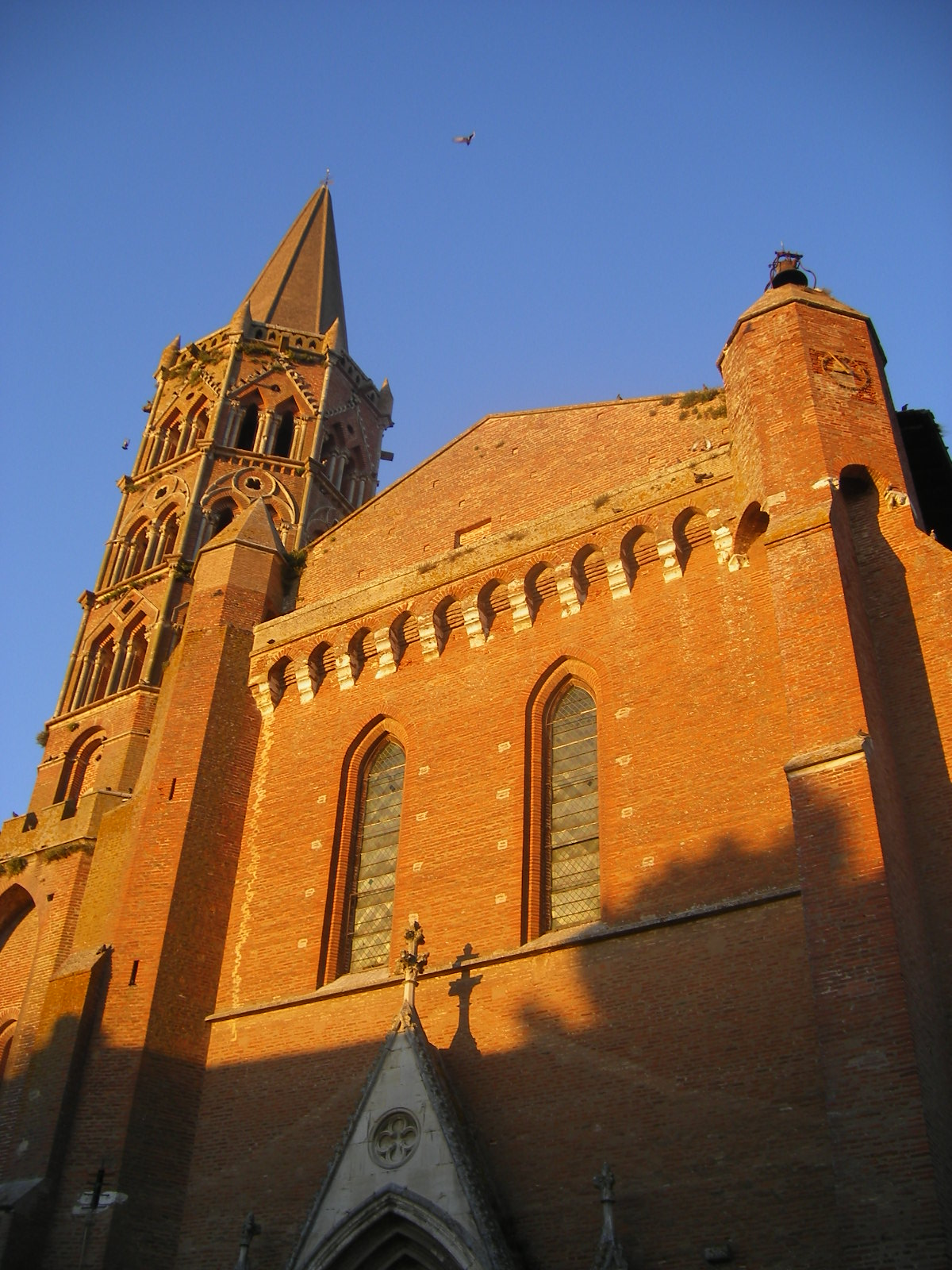
Beaumont-de-Lomagne
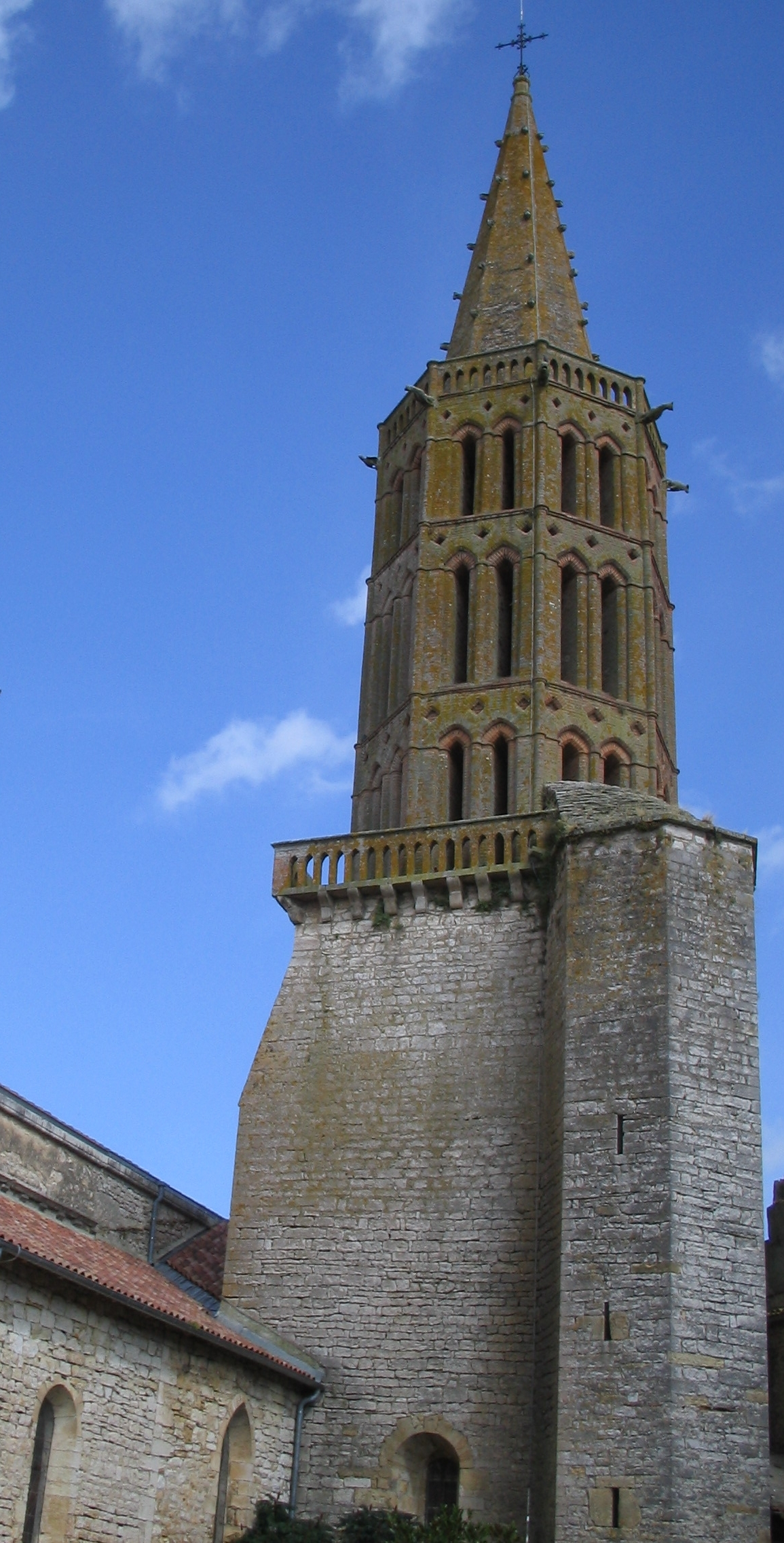
Montricoux

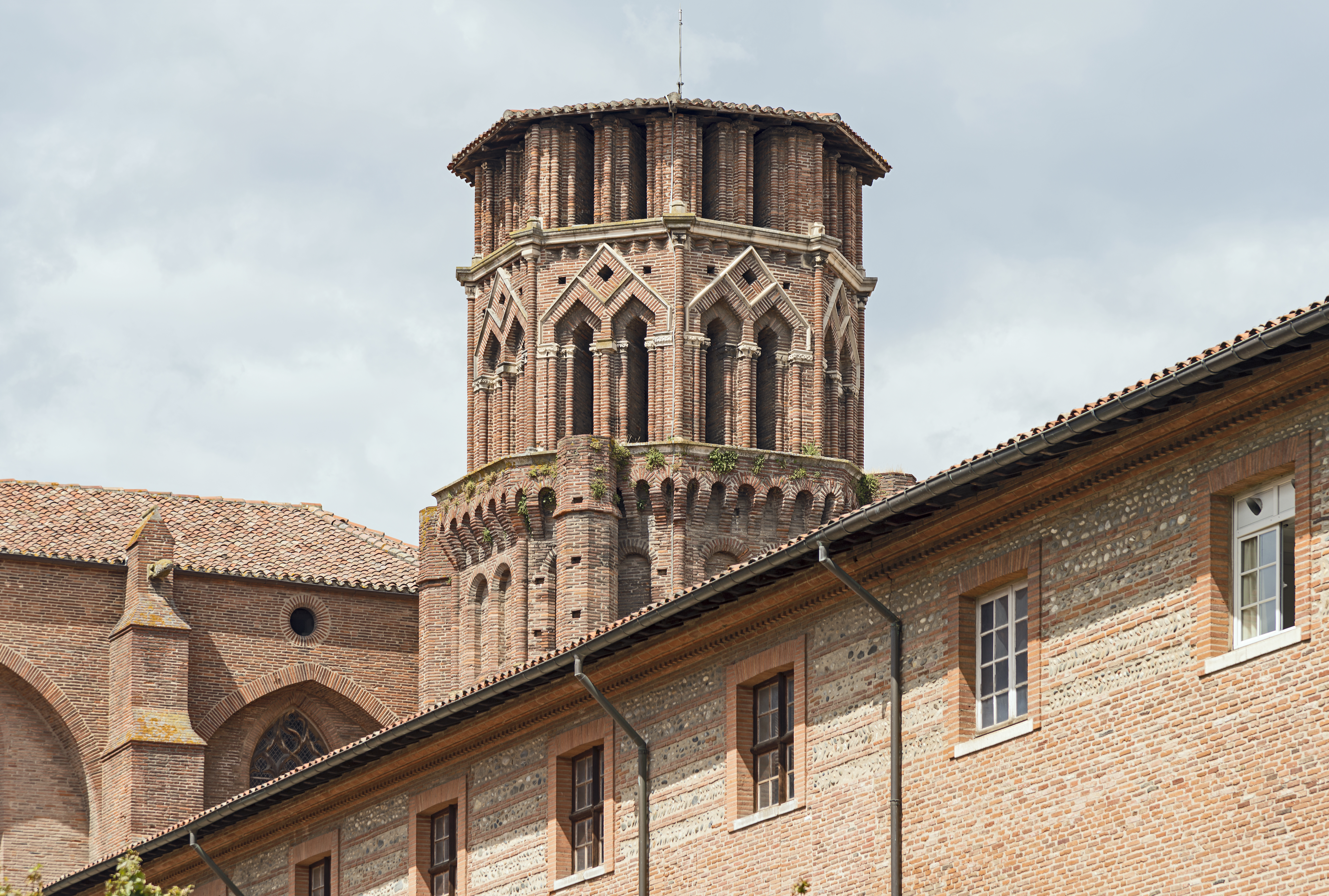
Toulouse, campanario de los Agustinos
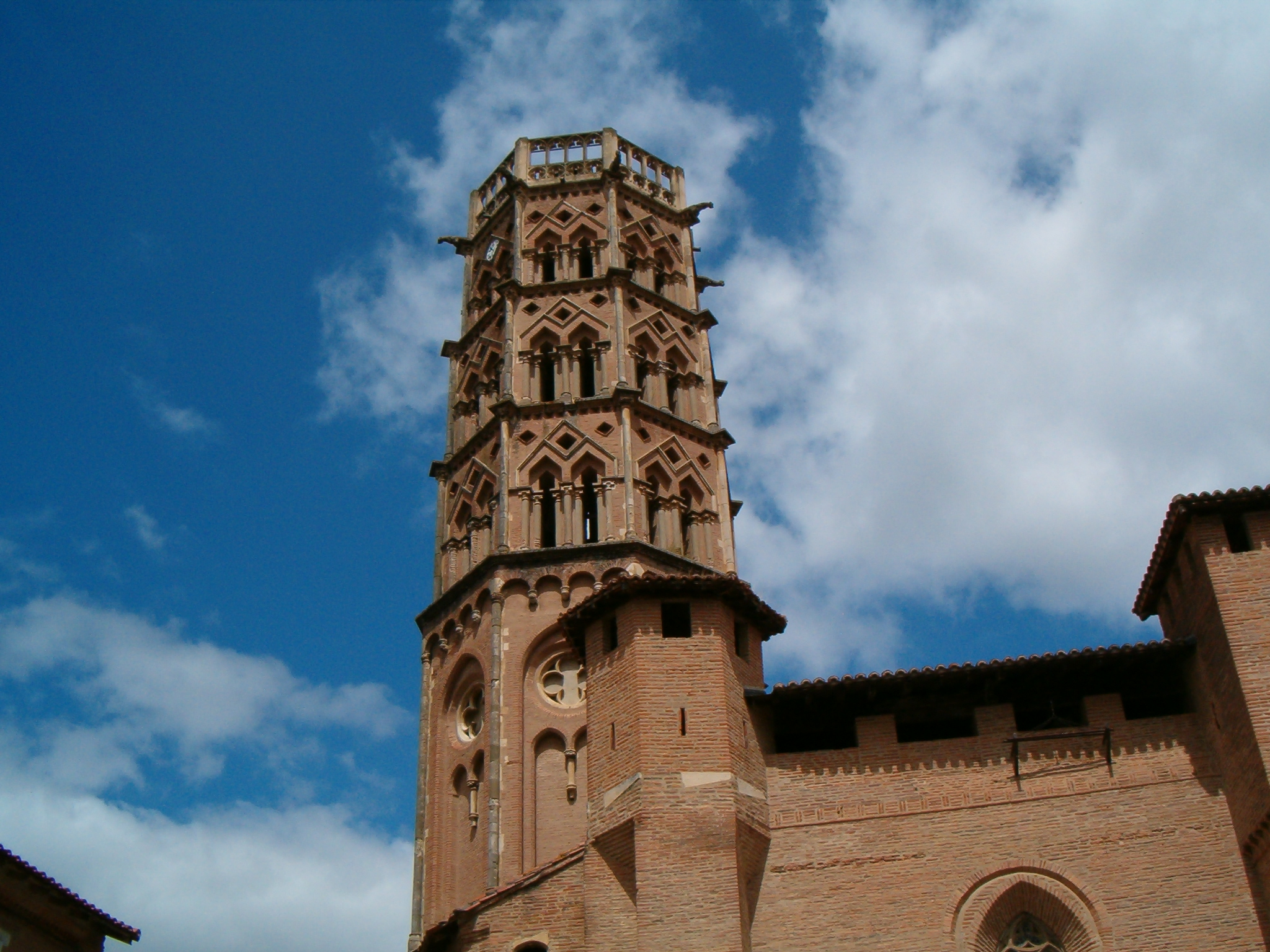
Rieux

- Campanarios-muros, con huecos campanarios rematados por arcos mitrados:
  - Toulouse: iglesia Notre-Dame du Taur
  - Baziège: iglesia de San Eutropio
  - Miremont: iglesia de San Eutropio
  - Montgiscard: iglesia de San Andrés
  - Plaisance-du-Touch, iglesia de San Bartolomé
  - Villefranche-de-Lauragais
  - Villenouvelle

Arcos mitrados en campanarios-muros
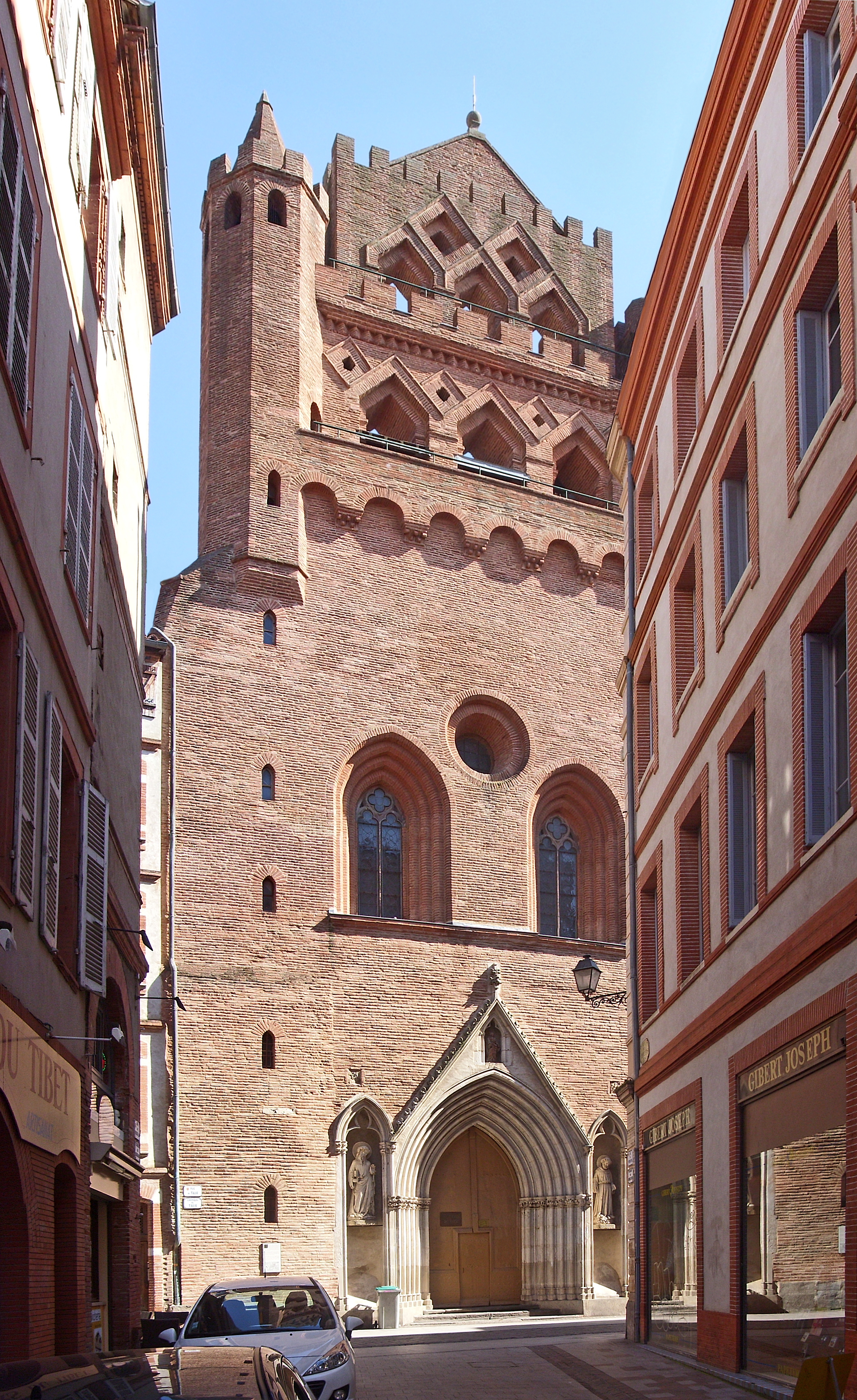
Iglesia de Nuestra Señora del Taur Toulouse
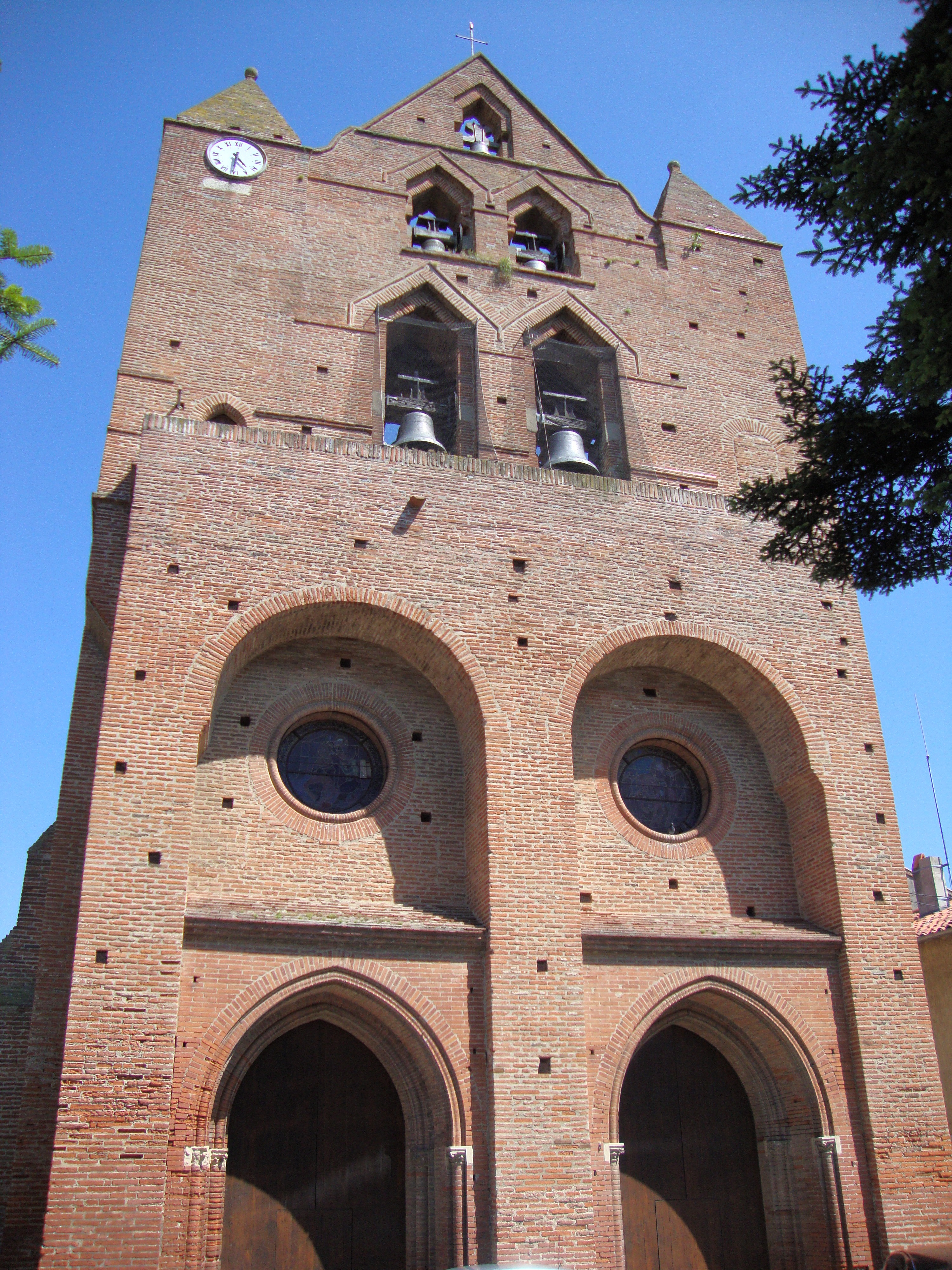
Iglesia de san Eutropio, Baziège
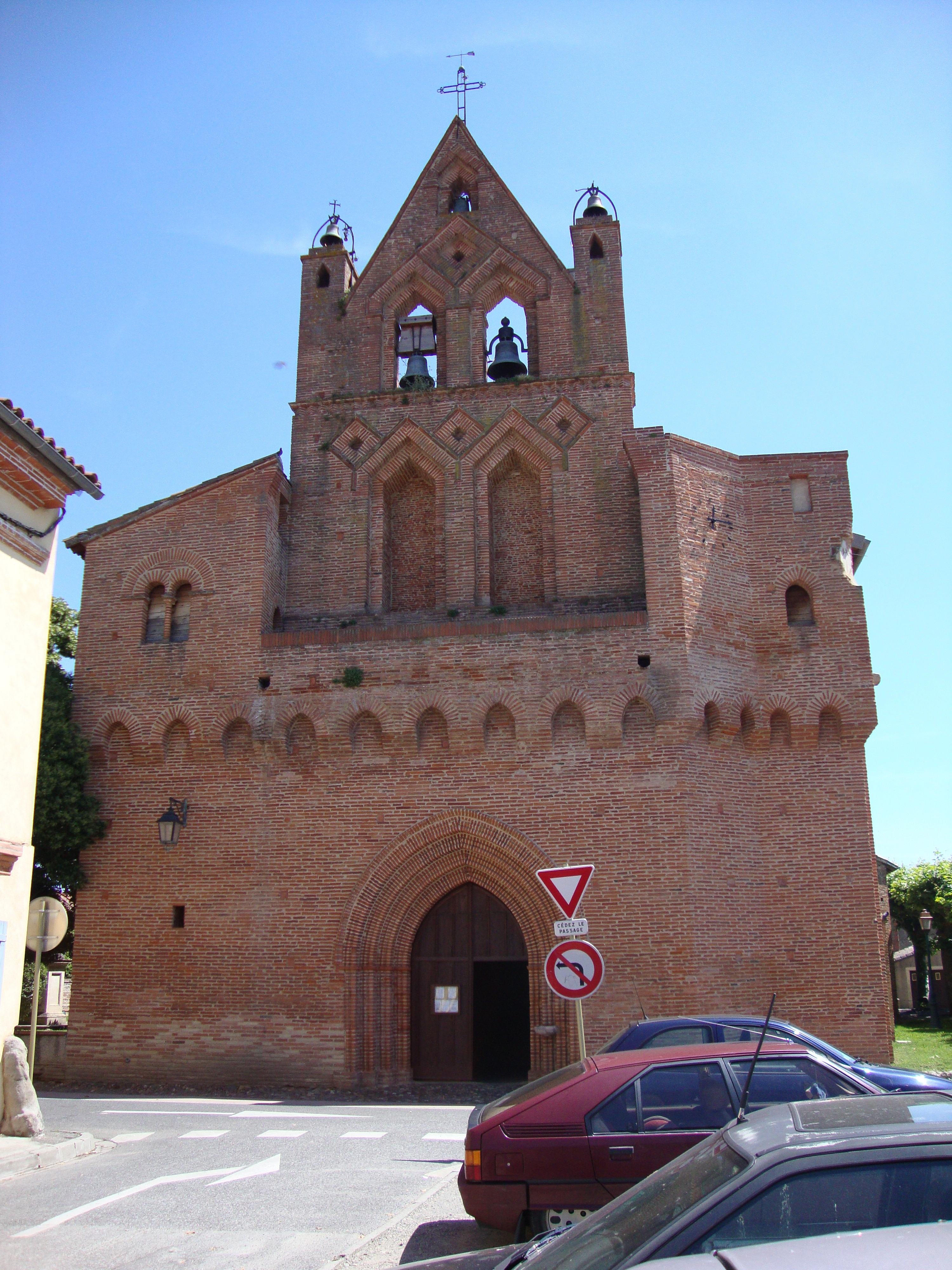
Iglesia de San Bartolomé, Plaisance-du-Touch
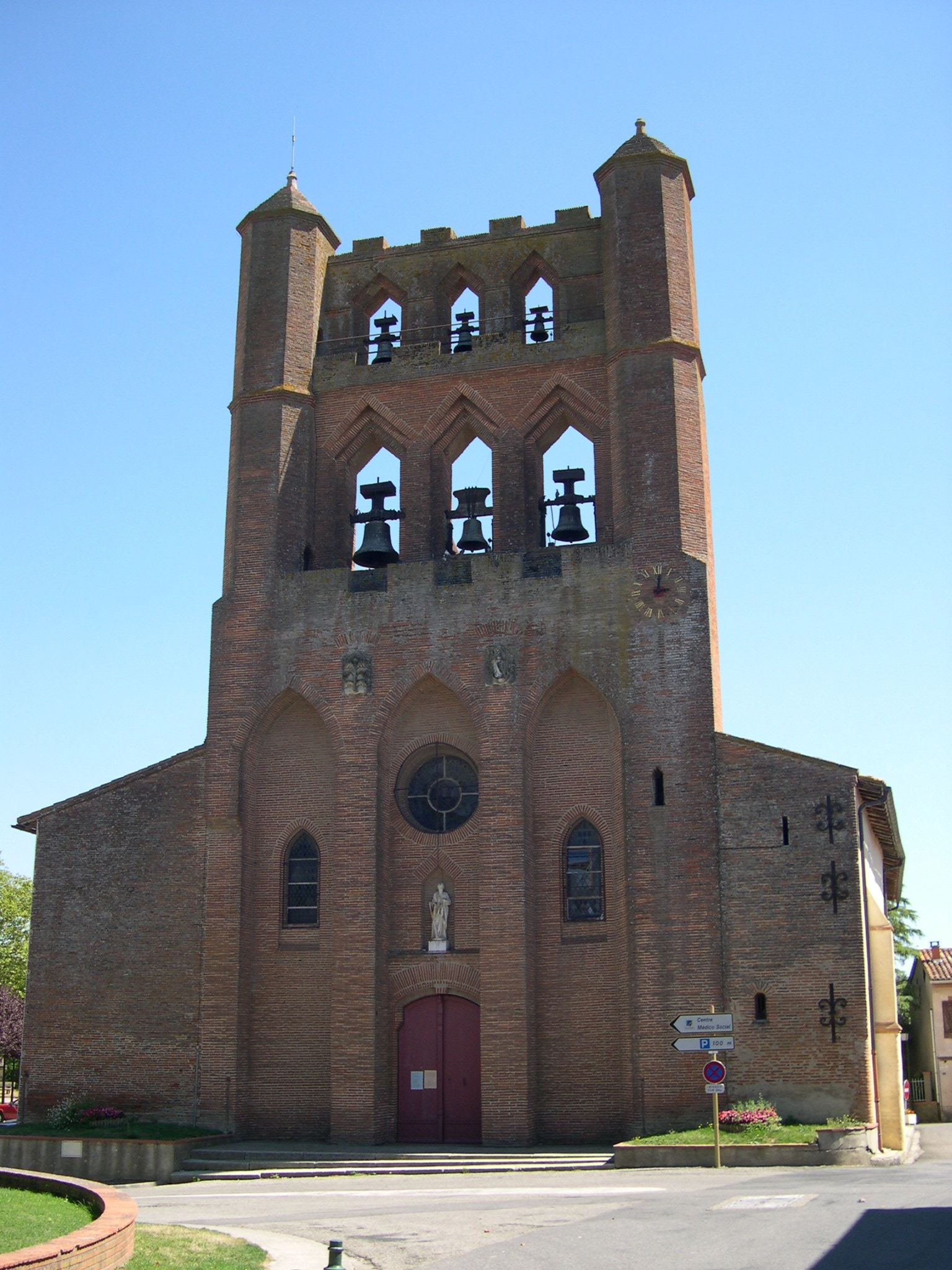
Montgiscard
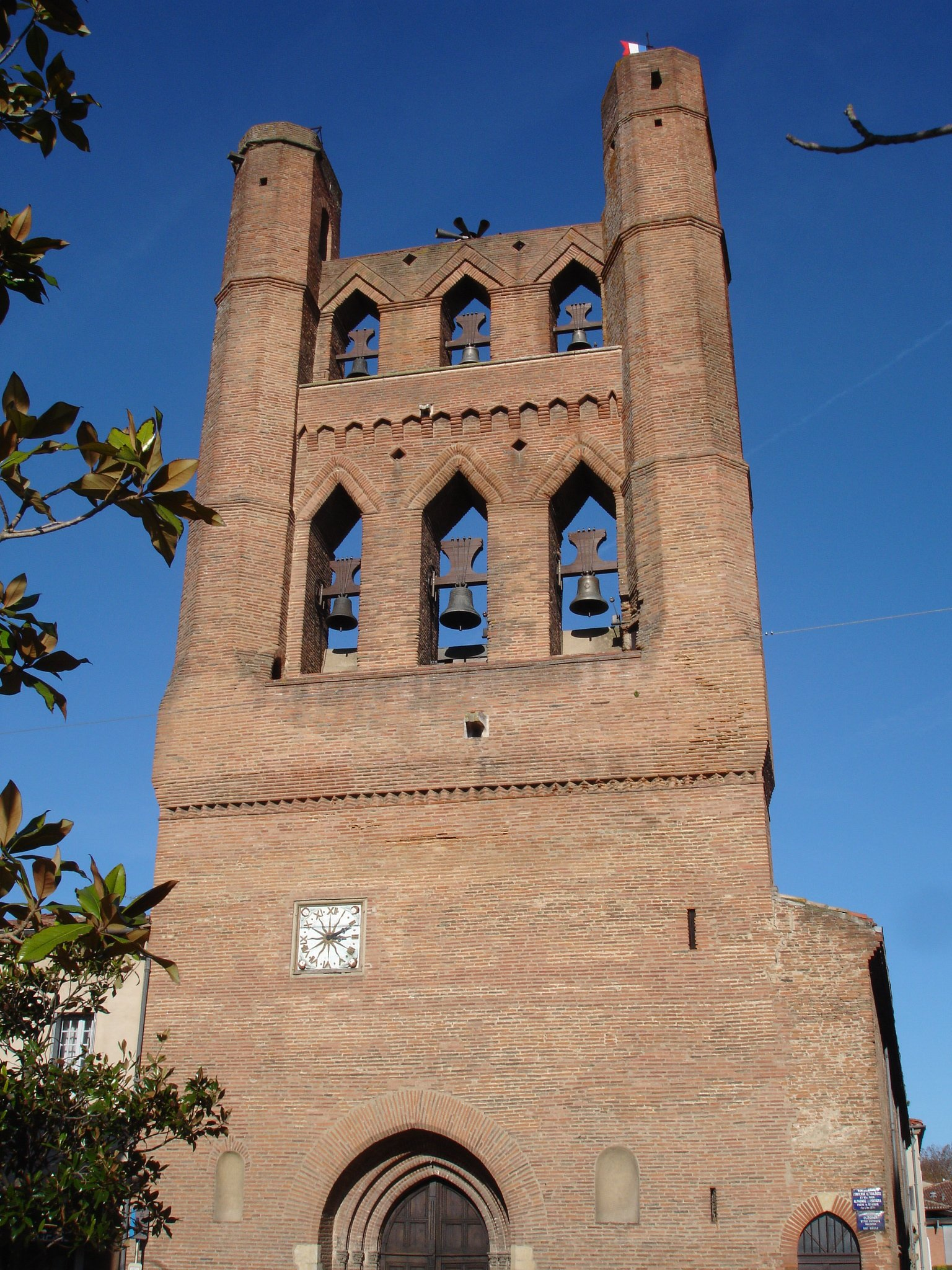
Villefranche-de-Lauragais

## Arcos mitrados en la arquitectura moderna
En 1858, Viollet-le-Duc publicó el modelo del arco mitrado en su Dictionnaire. La corriente ecléctica y el retorno a las formas medievales (estilo trovador) pusieron el arco mitrado de moda, no sólo en la región de Toulouse, sino también en el resto de Francia. Émile Boeswillwald, un discípulo de Viollet-le-Duc, ayudará a difundir este vocabulario arquitectónico: iglesia de Masny (Aisne), 1863, de estilo hispano-morisco y neo-románico.
Desde 1845, la elección de los arquitectos de recurrir a estas formas de una cultura local se vio confortada por la voluntad de las comunidades, que a veces prefieren prescindir de las ayudas oficiales en lugar de renunciar a lo que constituye una verdadera identidad cultural.

## Arcos mitrados en la arquitectura neorrománica
- Auvernia: el campanario de la Basílica de Nuestra Señora de los Milagros de Mauriac, que había sido destruida durante la Revolución francesa, y reconstruida en 1845; fue la primera manifestación del «neorománico arqueológico» en el Cantal. Este campanario recibió en esa ocasión arcos mitrados bajo arcos de descarga cimbrados.[7]
- Languedoc tolosano: el campanario de la iglesia de Saint-Médard de Fenouillet  en las afueras de Toulouse, reconstruida en 1927 en estilo neo-románico, está coronado por un friso de arcos mitrado.

- Bélgica: el arco mitrado también está presente en la arquitectura neo-románica de Bélgica, por ejemplo en Limelette donde adorna las ventanas de la iglesia de Saint-Gery, destruida por los bombardeos en 1944 y reconstruida en estilo neorrománico en 1953-1955 por el arquitecto Max Manfroid.

Arcos mitrados neorománicos
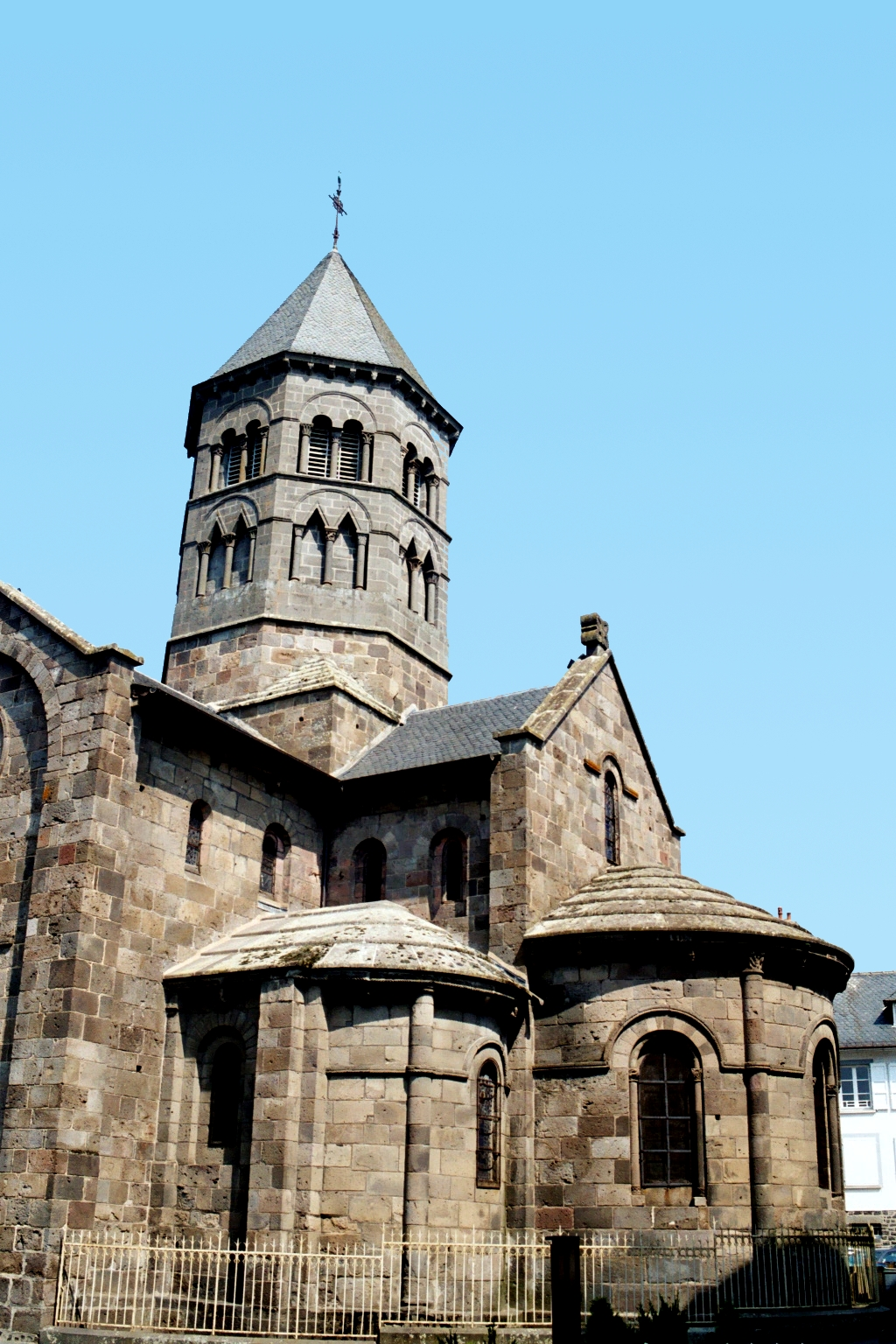
Basílica de Mauriac
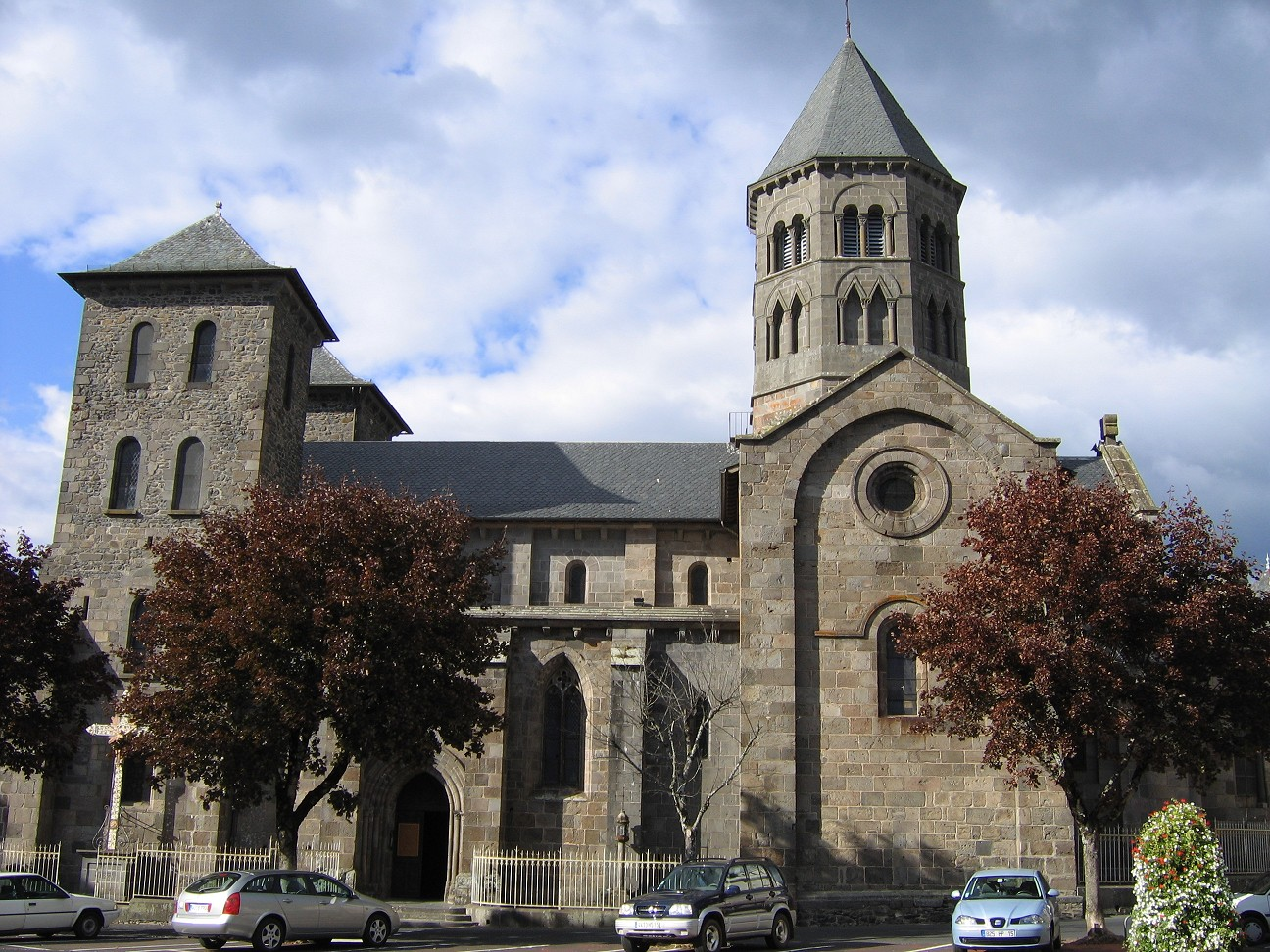
Basílica de Nuestra Señora de los Milagros de Mauriac
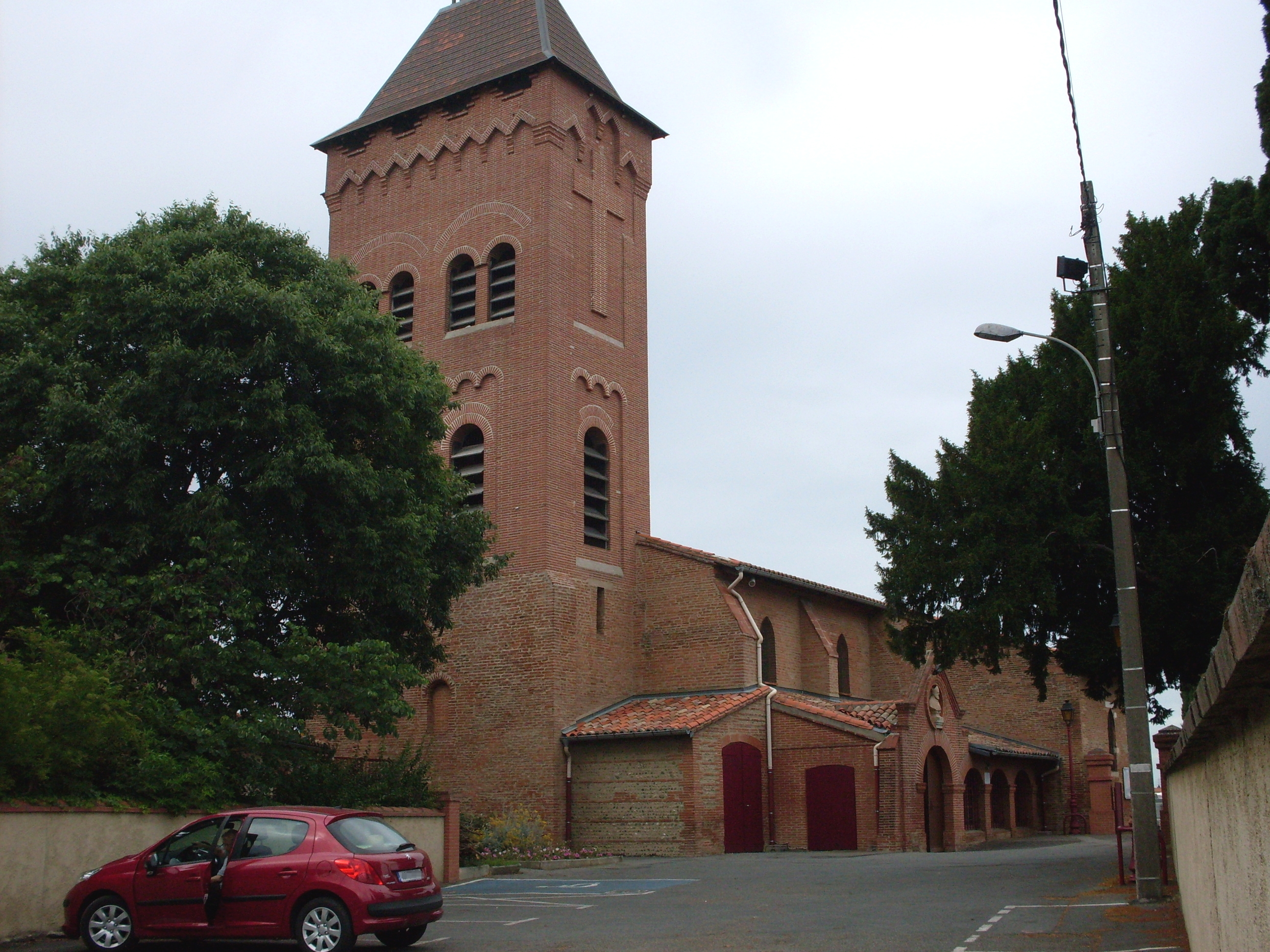
Fenouillet

## Arquitectura neogótica
- Toulouse: iglesia San José de Toulouse y algunos pastiches neogóticos de la arquitectura civil del siglo XIX: por ejemplo, el edificio de la rue Ozenne 3 utiliza varios arcos apuntados y un doble hueco con arcos mitrados.
- Loiret: la Iglesia de Santa Juana de Arco de Gien (Loiret) es un ejemplo notable del uso del arco mitrado. La iglesia original del siglo XV, destruida durante la Revolución y reconstruida en 1830, fue nuevamente destruida por los bombardeos en la Segunda Guerra Mundial, con la excepción de la torre del campanario del siglo XV. Fue reconstruida en ladrillo (1950-1954)  por los arquitectos Paul y Jean Gélis (la familia Gélis también era una de las mayores fabricantes de ladrillos de la región de Toulouse) que la dotaron de altos huecos que terminaron con arcos mitrados que guardan cierta armonía con los gabletes de las buhardillas de la arquitectura local.

- Drôme: la iglesia Saint-Pierre de Bourg-les-Valence tiene una nave totalmente remodelada en el siglo XIX, con cuatro tramos cada uno iluminado, en el lado norte, con tres huecos mitrados, mientras que los pasillos tienen también huecos mitrados dobles.

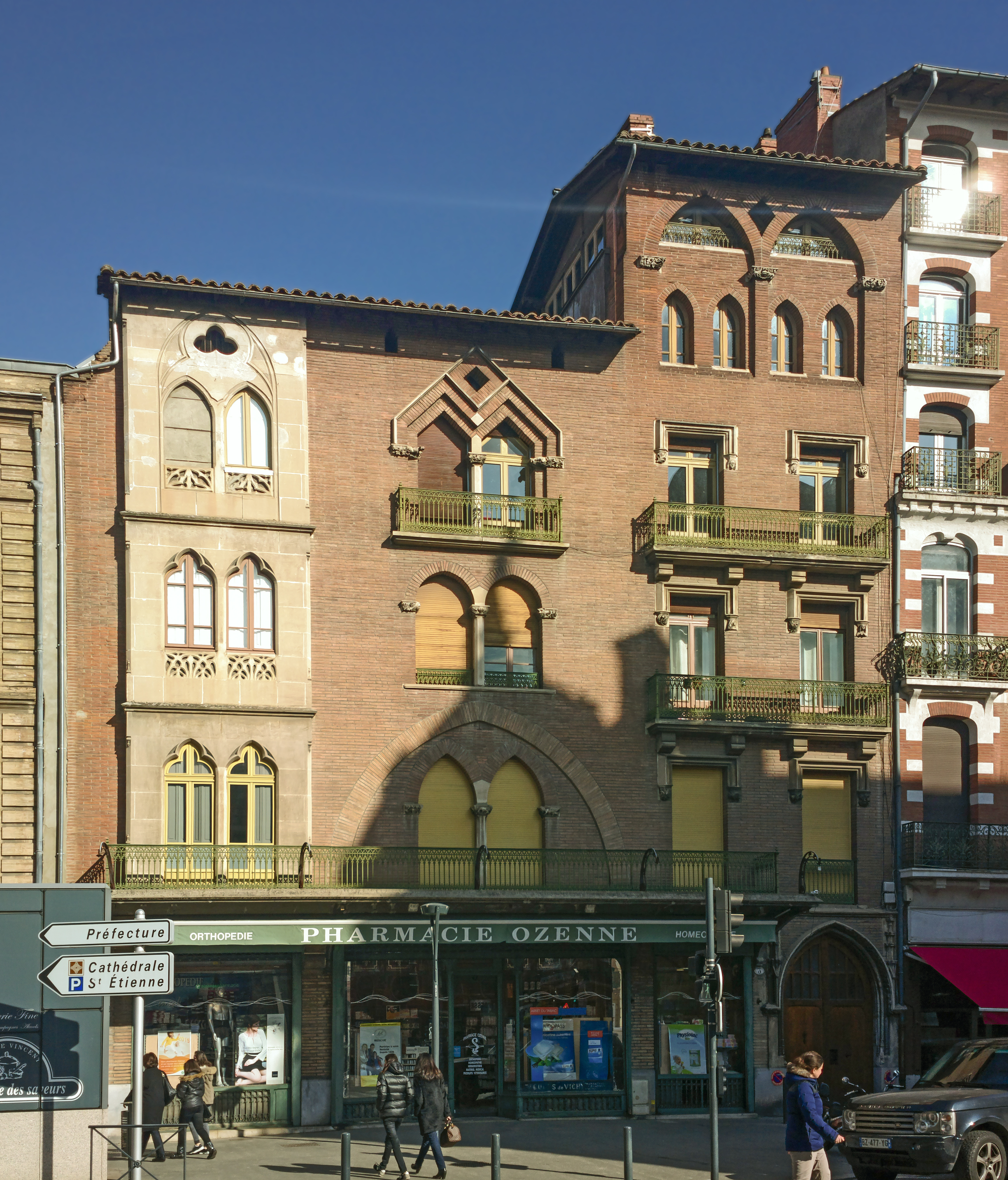
Calle Ozenne en Toulouse (principios del siglo XX)
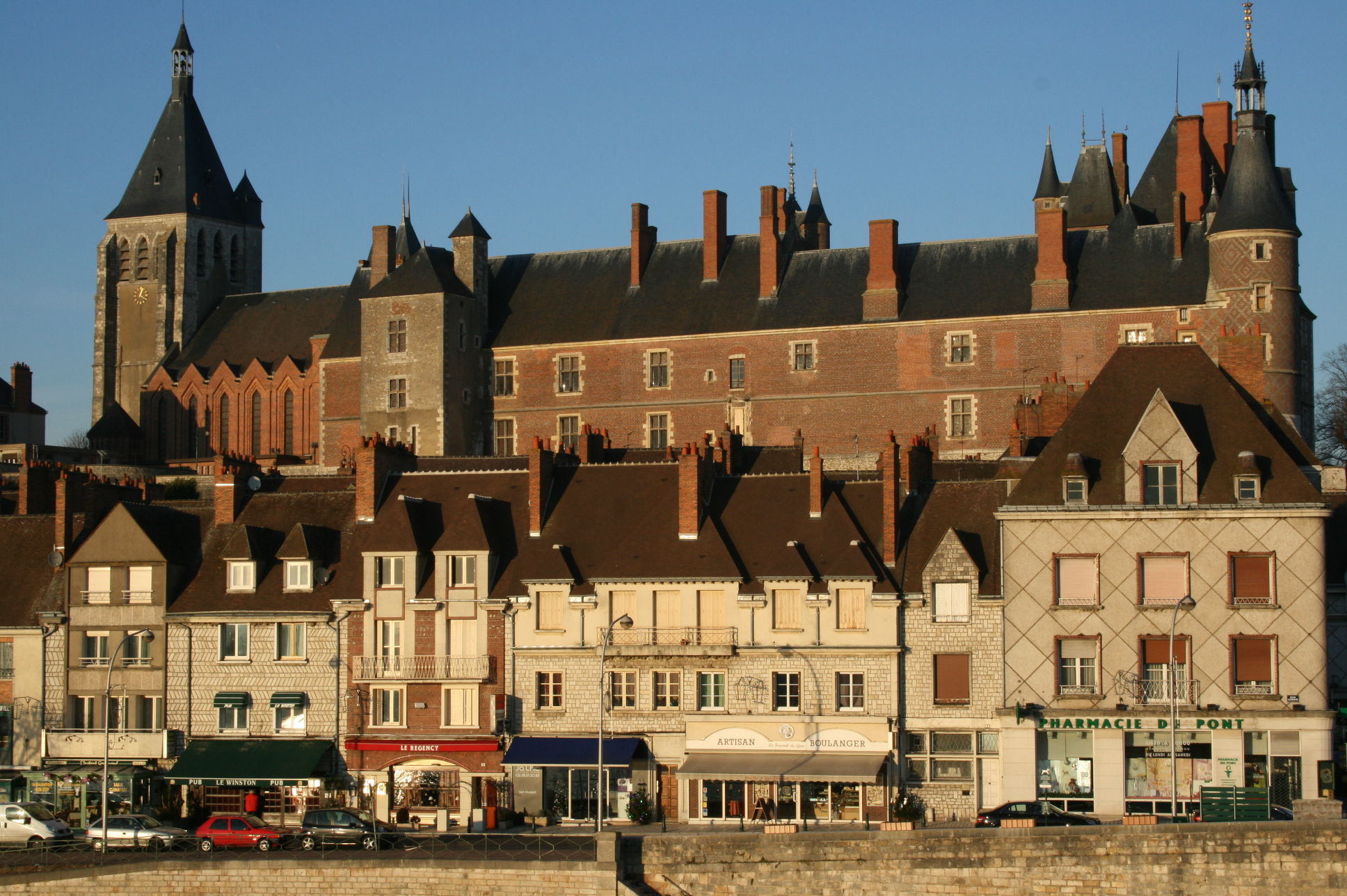
A la izquierda, detrás del castillo de Gien, la Iglesia Sainte-Jeanne d'Arc
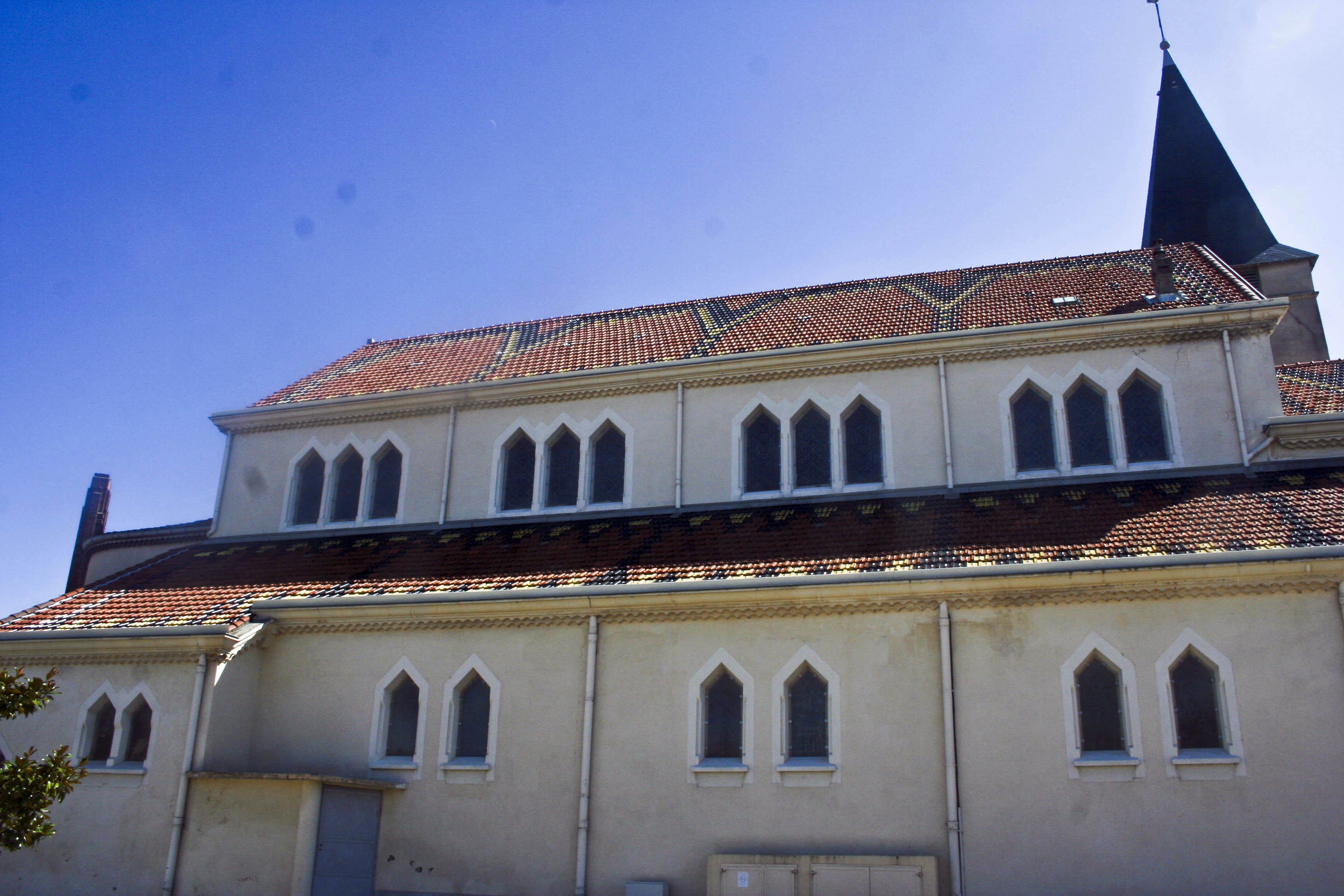
Iglesia de San Pedro, Bourg-lès-Valence

## Arquitectura Art déco
Por su simplicidad geométrica y su facilidad de puesta en obra, el arco mitrado fue utilizado con frecuencia por la arquitectura religiosa Art déco:
- el arco mitrado es omnipresente en la Basílica del Sagrado Corazón de Bruselas (Basílica de Koekelberg) construida desde 1925 a 1970 según los planes del arquitecto gantés Albert Van Huffel. Se mezclan los estilos  Art déco y neo-bizantino, utilizando arcos mitrados tanto en las ventanas como en la decoración interior de la nave y del nártex-portal.

- Iglesia de Nuestra Señora de Lourdes de Romans (Drôme), de François Bérenger (1938).

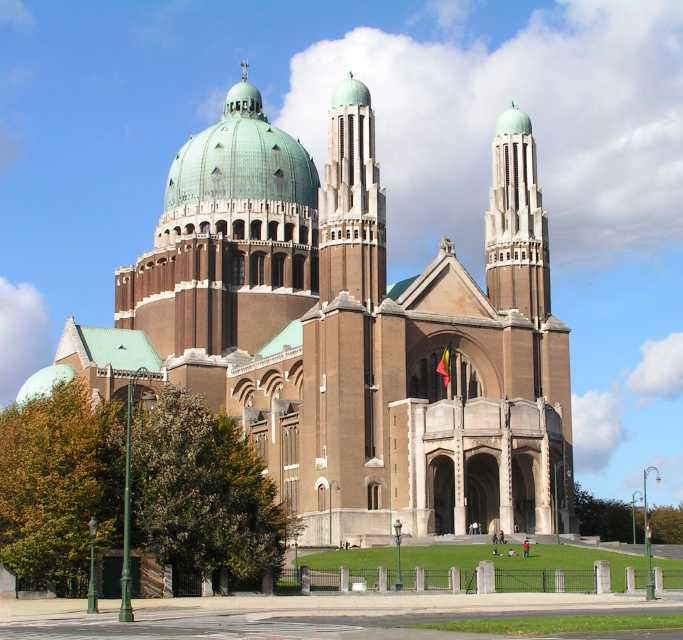
Basílica de Koekelberg
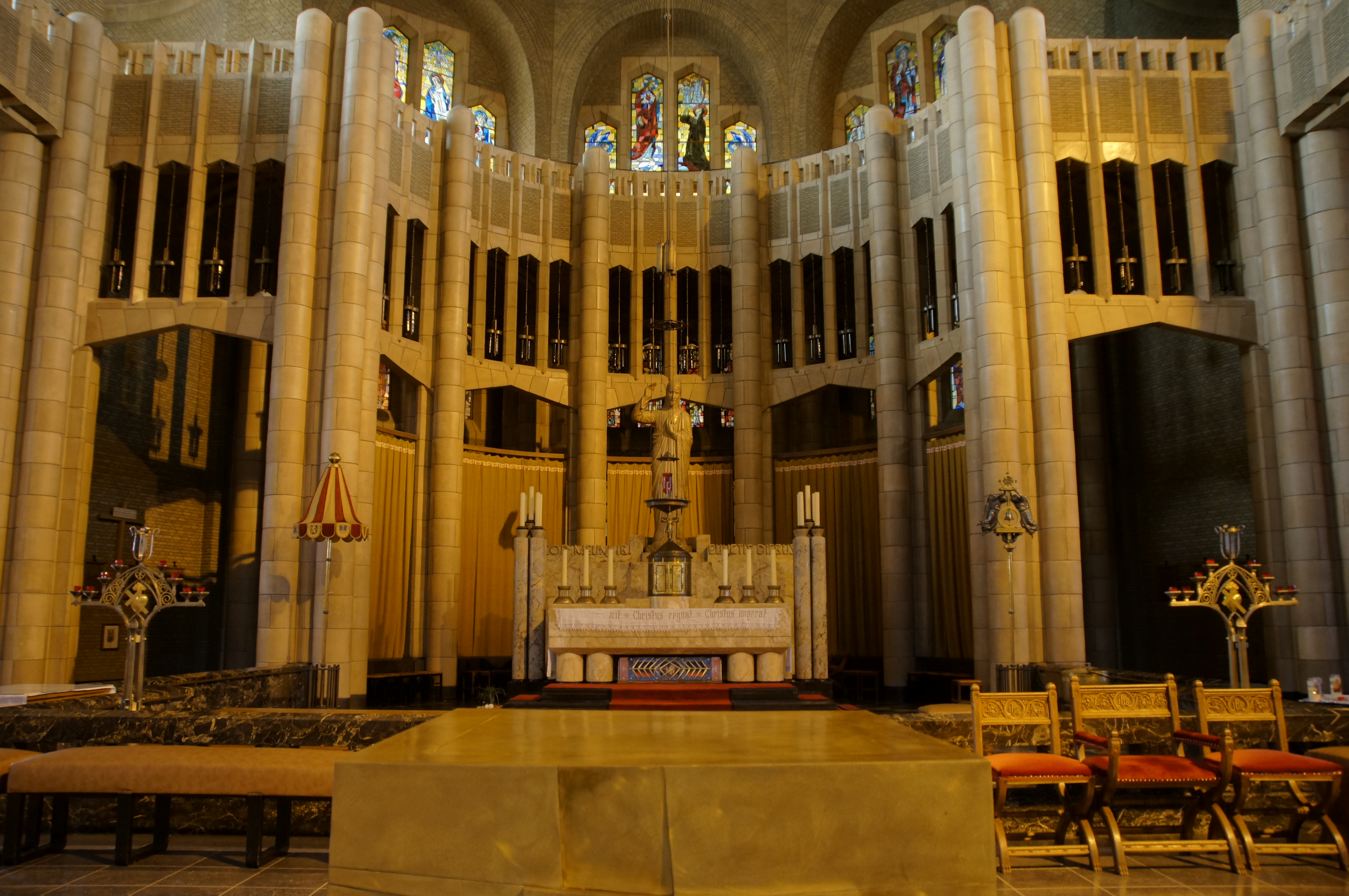
Interior de la basílica

## Arco mitrado y gablete
El arco mitrado no debe ser confundido con el gablete, que es un piñón o elemento de coronación triangular que sobrepasa el arco de un portal o una hueco o vano.
Algunos campanarios románicos de Limousin están adornados con ventanas coronadas con un gablete, como el campanario de la iglesia de Saint-Léonard-de-Noblat y la de la iglesia de San Pedro en Uzerche en Limousin.

Gabletes en campanarios
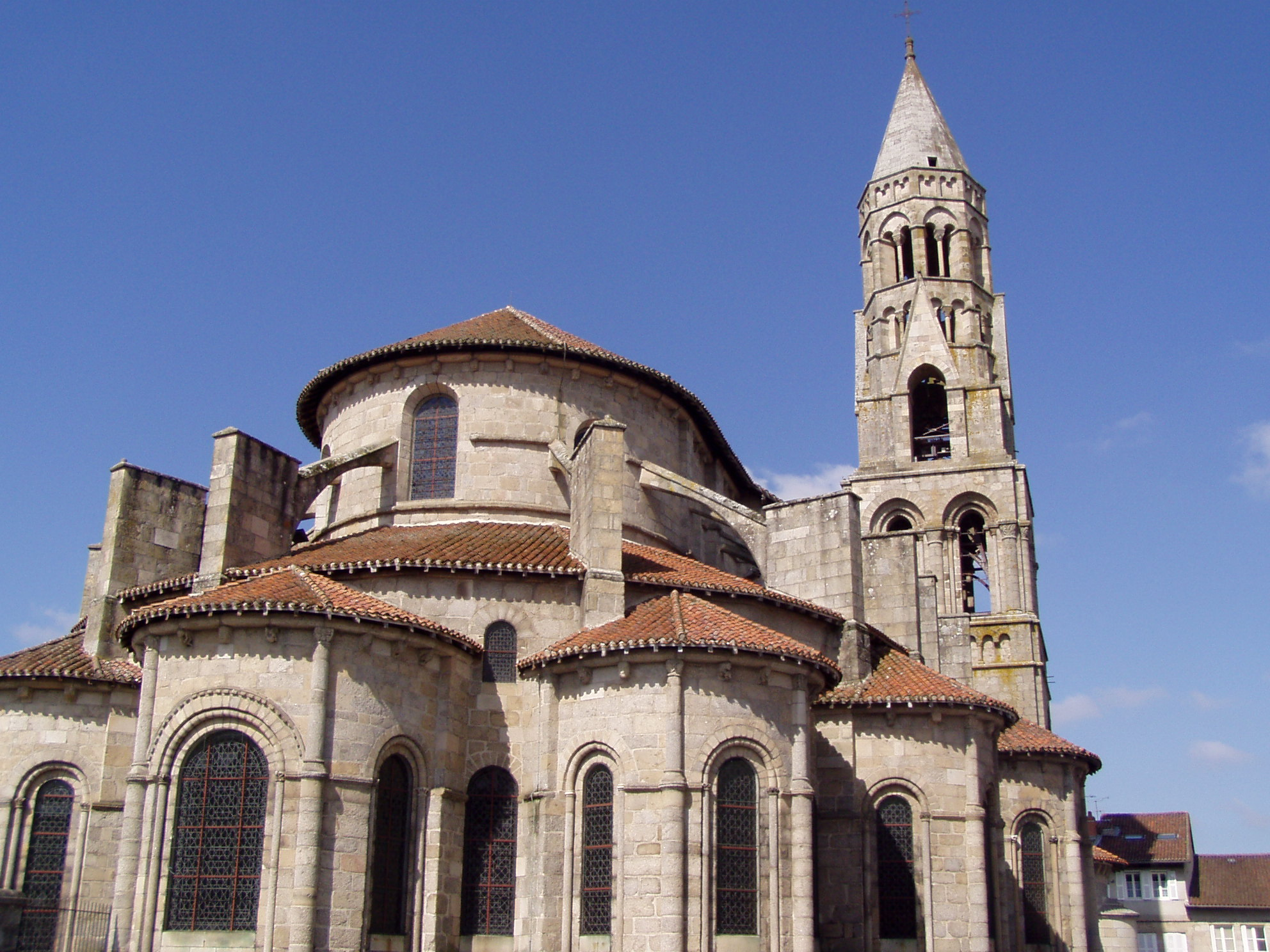
Saint-Léonard-de-Noblat
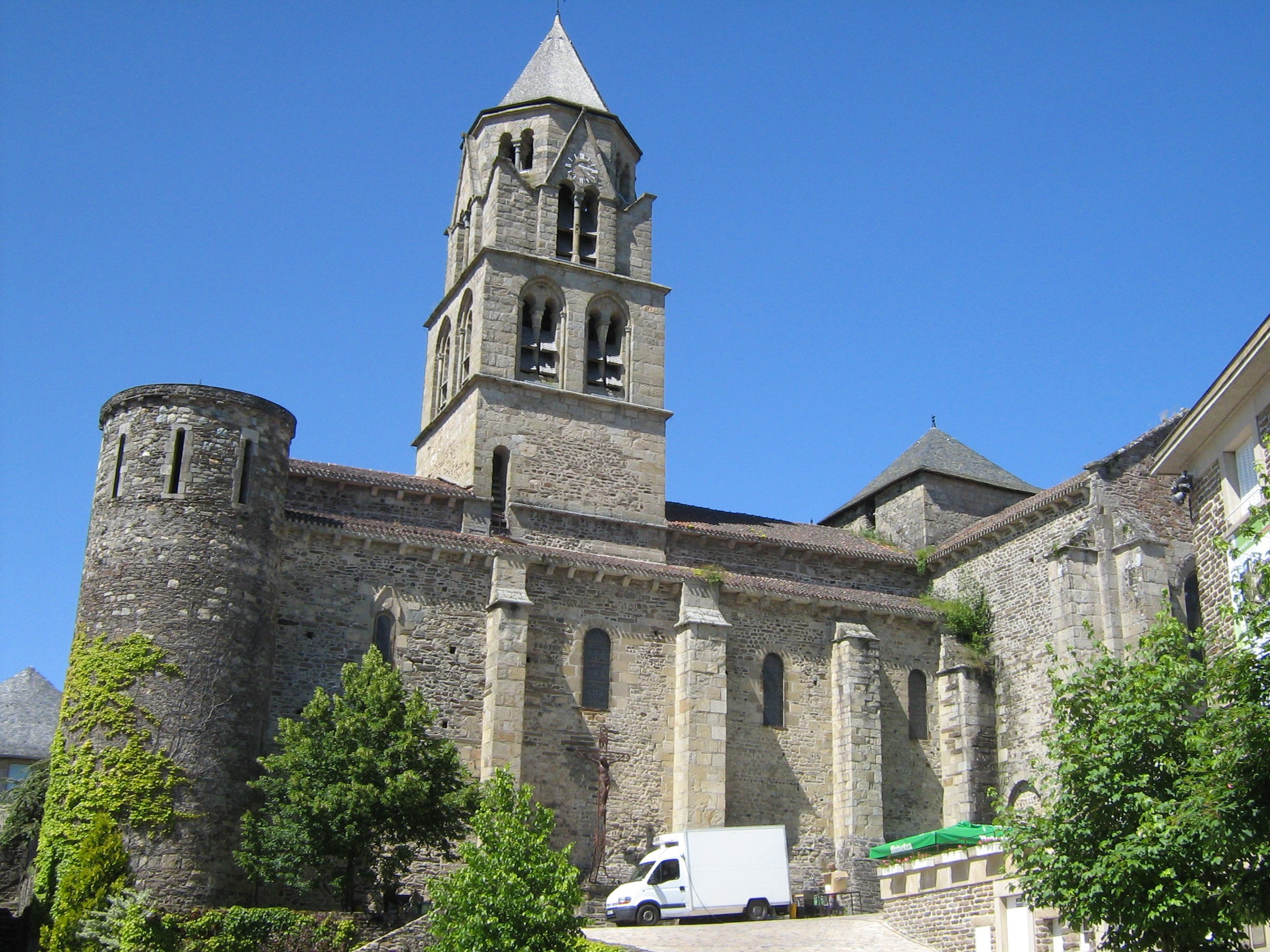
Saint-Pierre de Uzerche